# Félix Goya Urbieta
Felix Goya Urbieta (Oyarzun, 13 de abril de 1885- Oyarzun?, 15 - 16 de noviembre de 1936?) fue cantero, albañil y miembro del sindicato UGT. En la guerra civil posterior al levantamiento fascista en España de 1936 fue detenido y hecho desaparecer por los franquistas. Su mujer, Martina Ruiz de Galarreta, sufrió persecución judicial y represión: tras la desaparición de Félix Goya, tuvo que luchar para ser admitida como viuda, le impusieron una fuerte multa y le confiscaron todos los bienes. En 2016, 80 años más tarde, la familia publicó una esquela-llamamiento especial, denunciándo de que las autoridades y administraciones no facilitaban información sobre su familiar y ofreciendo un número de teléfono y una dirección de correo electrónico a los ciudadanos que pudieran tener cualquier información sobre él.

## Biografía
Félix Goya nació el 13 de abril de 1885, en el caserío Egieder del barrio Altzibar de Oyarzun. Fue el hijo menor de Josefa Ignacia Urbieta y Lucas Goya y tuvo cinco hermanos: Cándido (1874), Vicente (1876), Juan Mari (1878), Manuel (1880) y José León (1883).
El 22 de febrero de 1919 contrajo matrimonio con Martina Ruiz de Galarreta García, en la Iglesia de San Saturnino de Pamplona. Martina nació el 12 de noviembre de 1890 en Pamplona y murió en Eulate el 24 de febrero de 1972. Después de casarse, se mudaron a Eulate. El primer hijo, Mauro, nació el 19 de diciembre de 1919. Martina Ruiz de Galarreta tuvo un problema con la lactancia, y como no tenían otra forma de alimentar al bebé, compraron una vaca. En 1921 se mudaron a Genevilla. Félix Goya trabajaba en la central eléctrica que suministraba electricidad a los pueblos de los alrededores, y su familia vivía allí. Tuvieron tres hijos más en Genevilla: Ceferino, nacido el 14 de octubre de 1921 y fallecido el 26 de enero de 1922, Pedro, nacido el 29 de abril de 1923, y Miguel, nacido el 2 de enero de 1926.

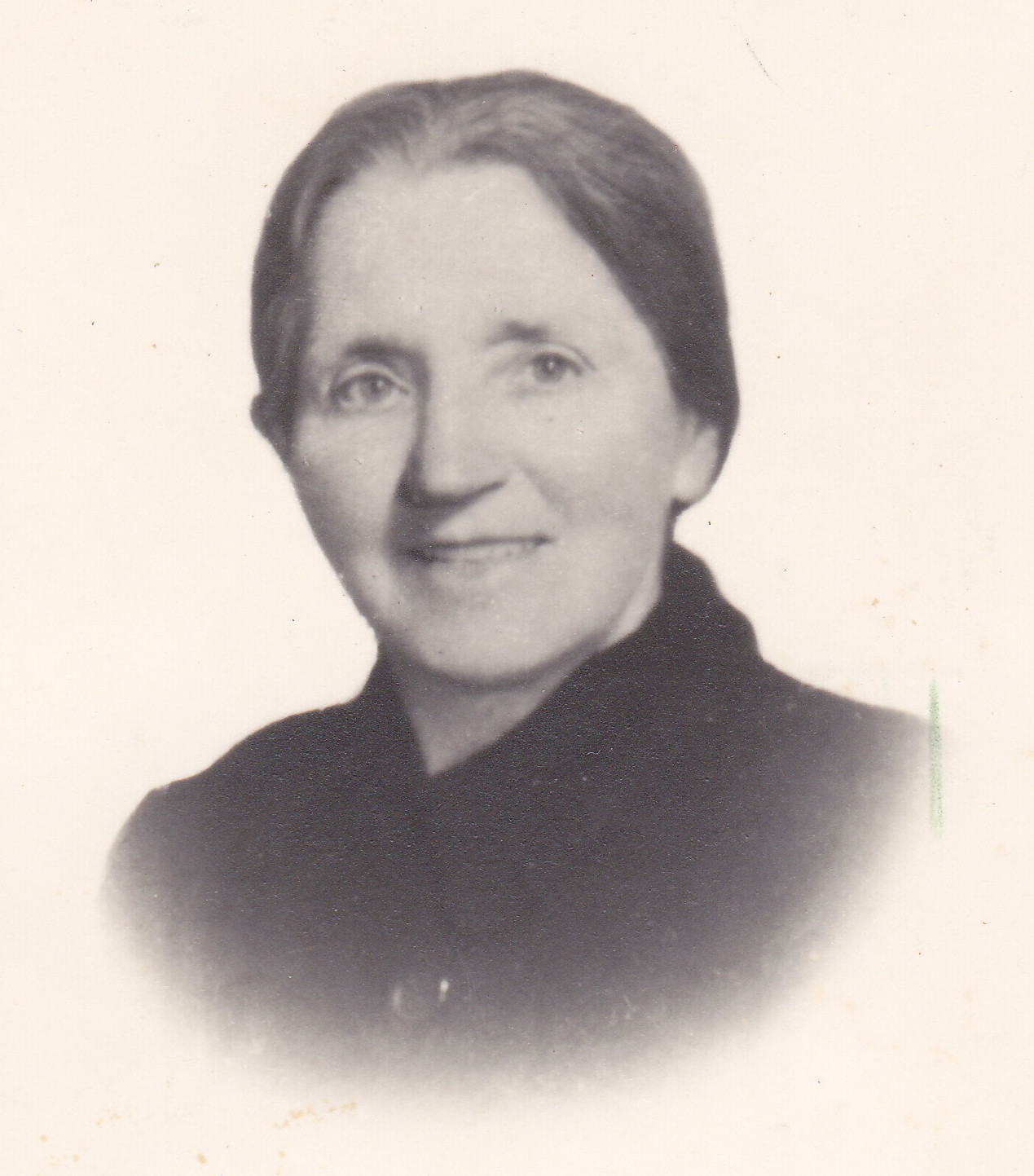
Martina Ruiz de Galarreta García

En 1926 regresaron a Eulate. Allí tuvieron tres hijos más: Félix, Leonor y Josefa. Inicialmente vivieron en casa del padre de Martina Ruiz de Galarreta, Ceferino Ruiz de Galarreta, y su madrastra, Ignacia Ochoa García, pero como Martina Ruiz de Galarreta y su madrastra no se llevaban bien, pronto se mudaron a vivir por su cuenta. Para ello, alquilaron una casa junto a la de Beremundo y Josefa, madrina de una de sus hijas, también llamada Josefa. Según contaba la hija de Josefa a los descendientes de la familia, éstos se dieron cuenta de que las conversaciones que se daban en la cocina familiar se conocían en el pueblo, debido a que la madrina escuchaba a través de un agujero en la pared y luego lo difundía.
Aunque era cantero de oficio, trabajó como albañil en Eulate: en la fuente de Gonea, la puerta del cementerio, el pozo de la casa del Ángel, conocido como el rojo de Gonea... Además, por sus conocimientos de electricidad, era responsable de la revisión y mantenimiento de la línea eléctrica de Electra Saltea que abastecía de energía eléctrica a la región, así como del cobro de facturas. La familia era humilde y prosperó gracias a la cooperación de todos los miembros. Tenían un pequeño huerto en un lugar llamado Yoldi, y cultivaban una parcela en Urbasa. También tenían un burro, gallinas y cabras.

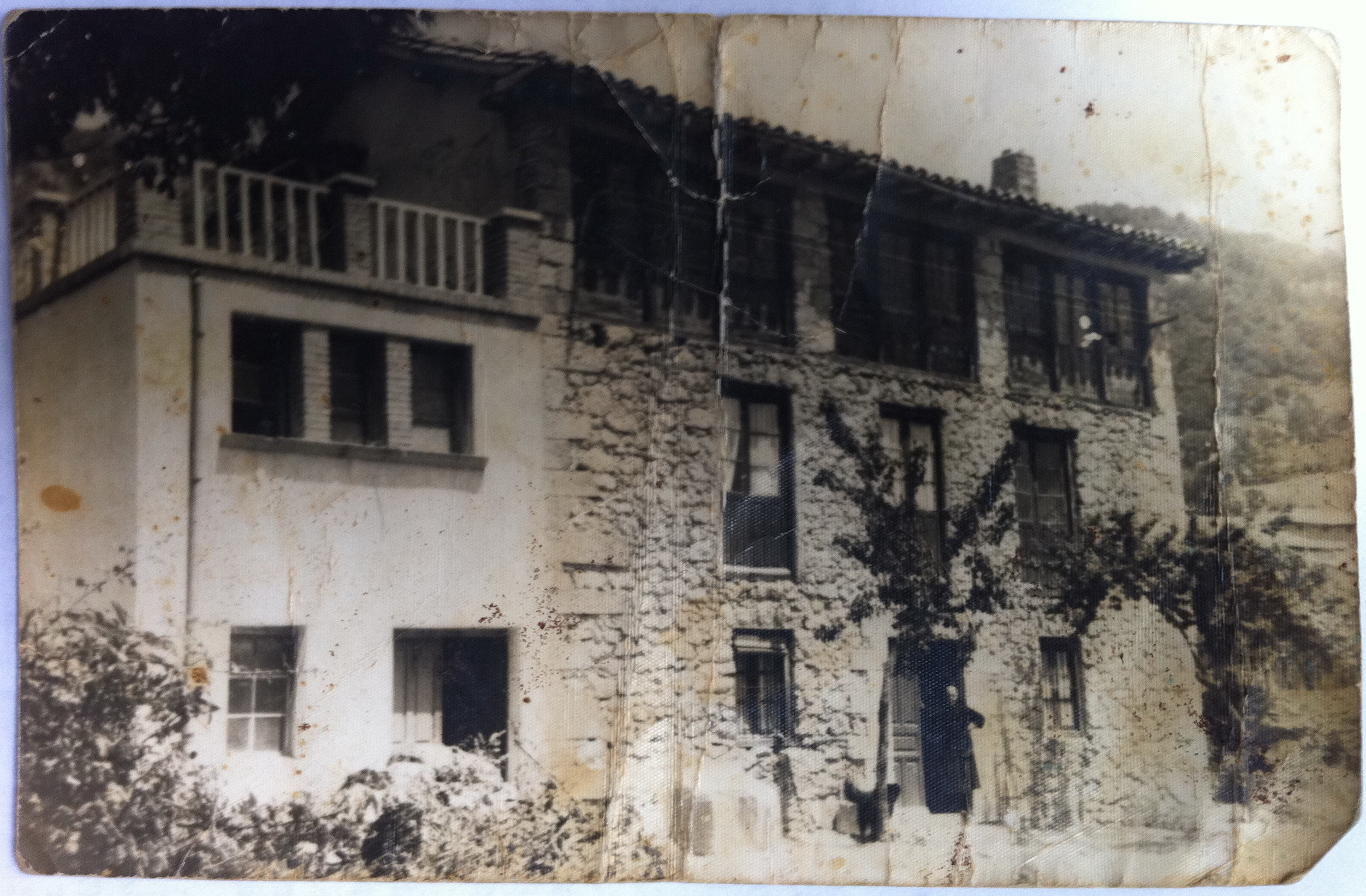
La casa de Félix Goya Urbieta y Martina Ruiz de Galarreta en Eulate

Según el testimonio de su hijo mayor Mauro, Félix Goya también trabajaba en su oficio de cantero. Extrajo y esculpió piedras con la ayuda de Mauro en Aldaia, Urbasa, lugar todavía conocido como la Roca Goya. En un documento fechado el 16 de enero de 1936 en el archivo de Eulate, aparece una firma que confirma que el Gobierno Civil de Navarra le había concedido permiso para adquirir material explosivo. Félix Goya construyó la casa con piedra traída de Urbasa con la ayuda de sus hijos mayores. Construyeron presas en un arroyo cercano con piedras y utilizaron burros para recoger la arena que dejaban las inundaciones. Félix Goya también fabricó piedras de molino, cortándolas en dos mitades y uniéndolas con un fleje.
En noviembre de 1932, la veintena de Eula aprobó la construcción del frontón cerrado con un presupuesto de 23.090,44 pesetas. El 21 de diciembre, Félix Goya y su amigo Balbino García de Albizu fueron los primeros de los 60 firmantes en solicitar una junta vecinal para aclarar el acuerdo con el ayuntamiento. El 11 de enero de 1933 muchos vecinos pidieron que se cancelara la subasta de las obras y que el dinero del frontón se destinara a otros servicios más urgentes y útiles. La Guardia Civil intervino y la subasta se aplazó para que la Diputación Foral de Navarra pudiera aclarar el asunto. El Consejo Provincial confirmó la decisión tomada por la "veintena" en mayo, pero asumió la facultad de anular el acuerdo.
Se afilió a la UGT de Trabajadores de la Tierra junto con su amigo Balbino García de Albizu, que posteriormente sería asesinado y lanzado a una sima de Urbasa el 7 de septiembre de 1936. Ambos realizaron funciones de apoyo para los candidatos de izquierda en algunas elecciones, siempre en el ámbito de Eulate. En 1933 fue tesorero de la asociación obrera “La Emancipación”, afiliada al sindicato UGT.
El 8 de mayo de 1933 solicitó permiso al Ayuntamiento de Eulate para construir una casa en un terreno comunal. El 7 de junio el ayuntamiento le concedio el permiso. El 11 de julio los peritos tasaron la parcela en dos pesetas el metro cuadrado. El 27 de agosto, Félix Goya adquirió 66 metros cuadrados de terreno municipal en subasta pública.

## Represión tras el alzamiento fascista

### Contexto histórico

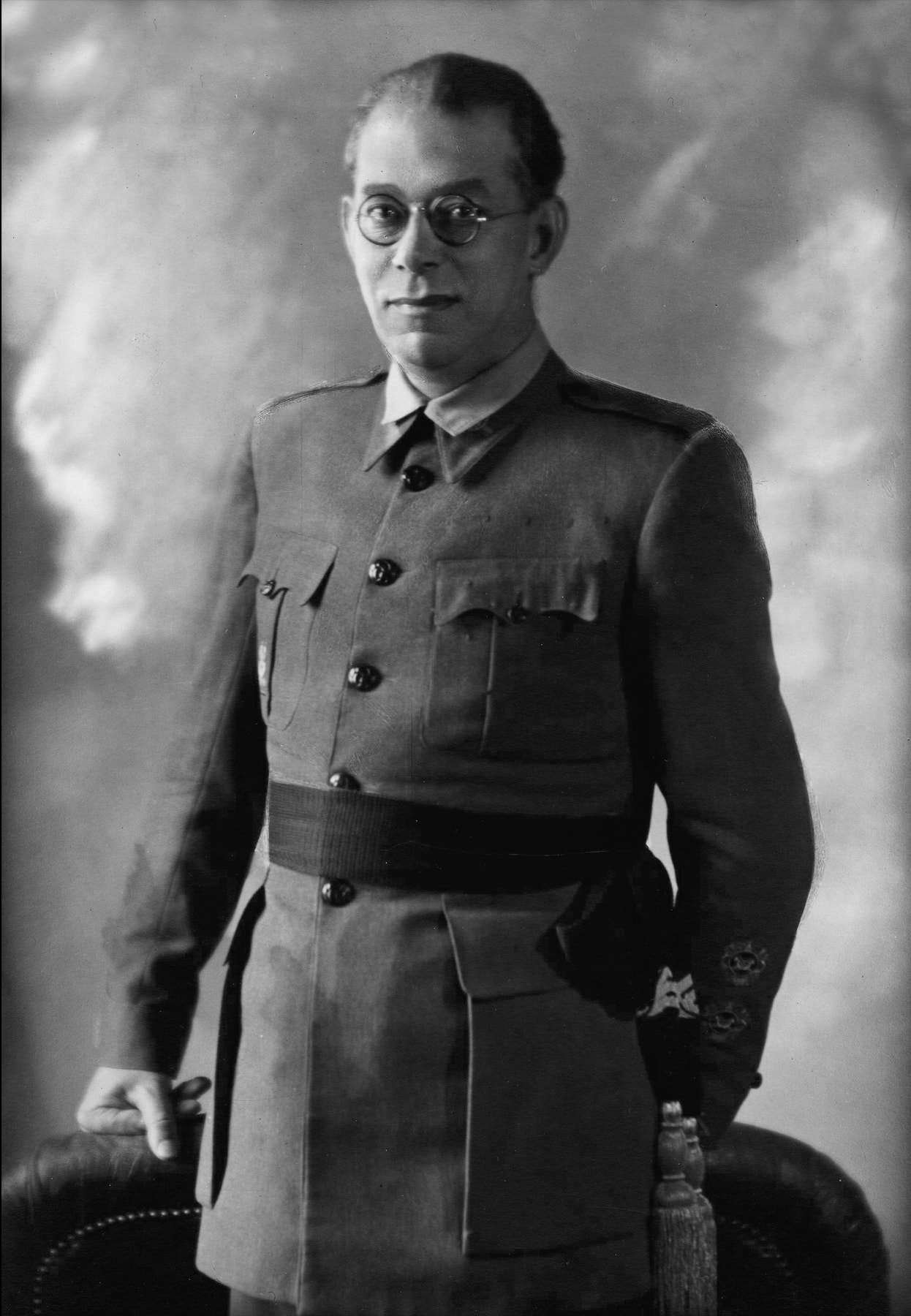
El militar golpista Emilio Mola

El 18 de julio de 1936 los fascistas dieron un Golpe de Estado contra la Segunda República española. El levantamiento fue encabezado por Emilio Mola, que había sido nombrado Gobernador Militar de Navarra en marzo de 1936.

“Se tendrá en cuenta que la acción ha de ser en extremo violenta, para reducir lo antes posible al enemigo, que es fuerte y bien organizado. Desde luego serán encarcelados todos los directivos de los partidos políticos, sociedades o sindicatos no afectos al Movimiento, aplicándoles castigos ejemplares, a dichos individuos para estrangular los movimientos de rebeldía o huelgas”.
Emilio Mola, 25 de mayo de 1936

“¿Parlamentar? ¡Jamás! Esta guerra tiene que terminar con el exterminio de los enemigos de España”
Emilio Mola, 26 de junio de 1936

“Hay que sembrar el terror… hay que dejar la sensación de dominio eliminando sin escrúpulos ni vacilación a todos los que no piensen como nosotros”
Emilio Mola, 19 de julio de 1936

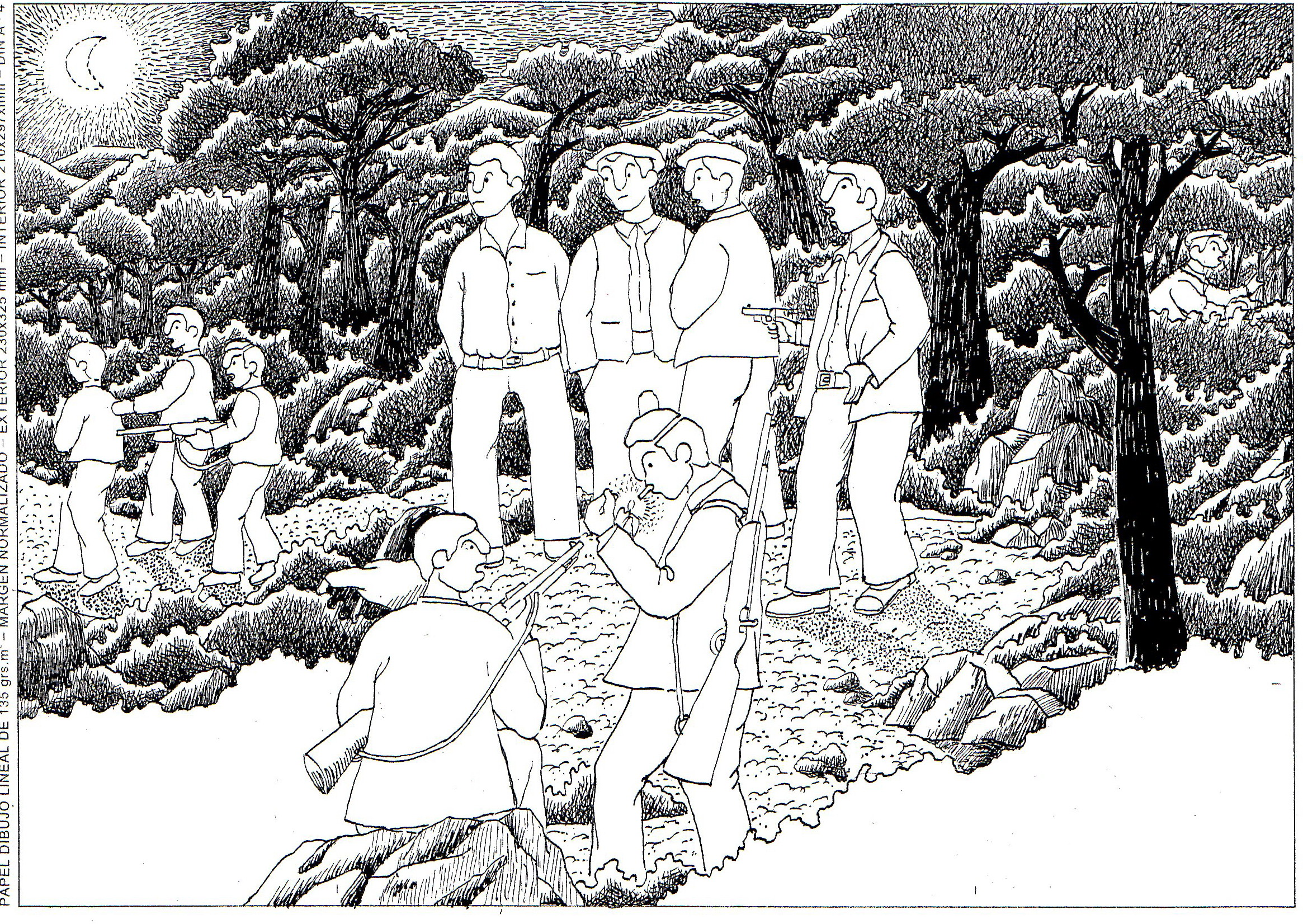
Ejecución simulada en el monte

El 19 de julio, los fascistas tomaron el Ayuntamiento de Eulate. El acta de asignación menciona que el coronel a cargo de la Comandancia Mayor ordenó por teléfono que se "facilitarán a los elementos derechistas facilidades para el desempeño de sus funciones y procurarán vigilar andanzas y movimientos de los elementos izquierdistas a los que sin contemplaciones de ningún género se les hará entrar en el más exacto cumplimiento de la Ley".
El 23 de julio Félix Goya fue llevado a Pamplona e ingresado en la Cárcel Provincial, pero fue liberado a última hora de la tarde.

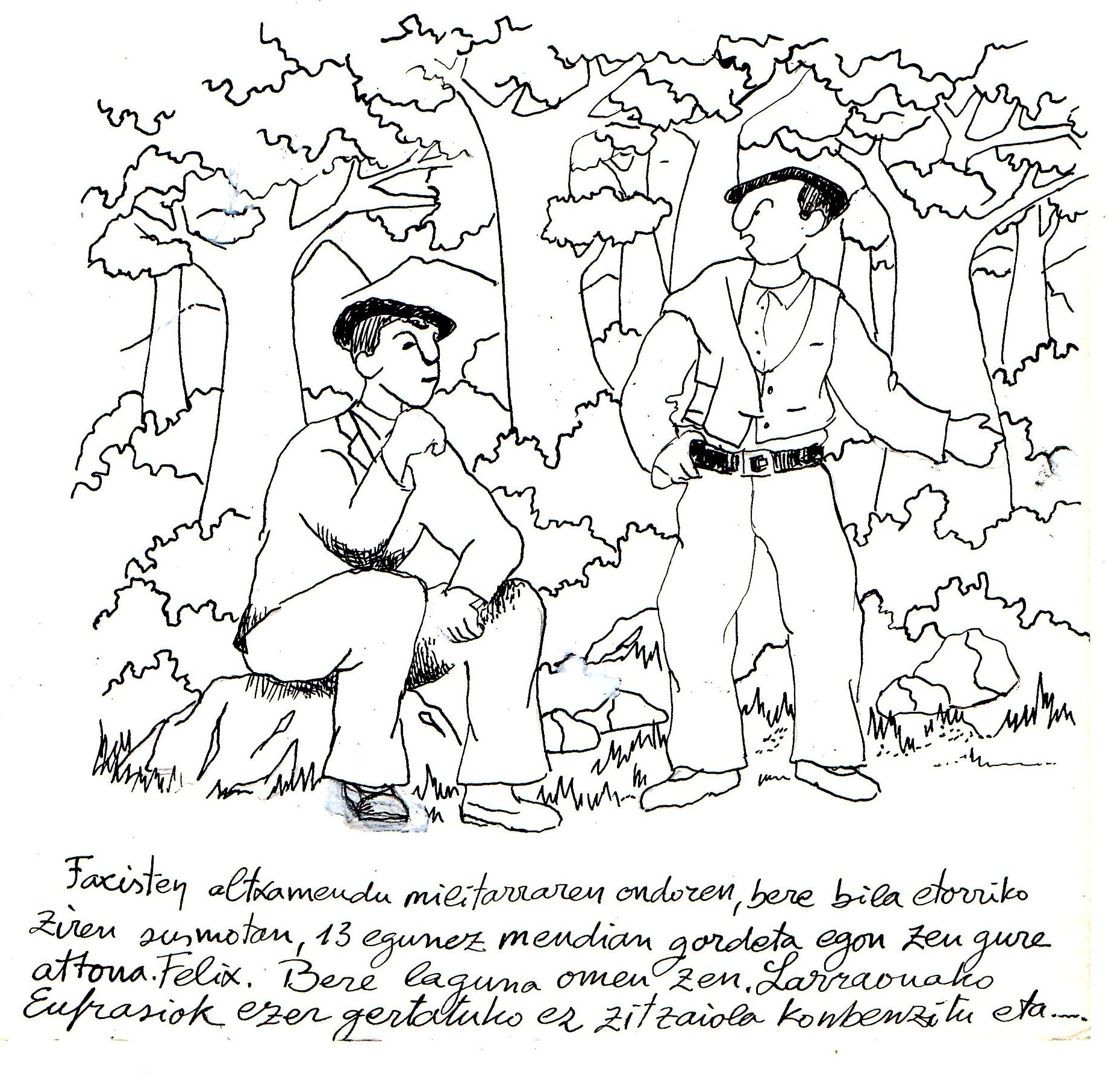
Félix Goya hablando con Eufrasio

### Ejecución simulada en el monte y huida
Según Satur, hijo de Elías Andueza, que fue maestro de Larraona antes de que los fascistas le deportaran a él y a toda su familia a la localidad Ciga en Baztán, un grupo de fascistas rondaba por Eulate sin ningún control. Félix Goya y varios otros ciudadanos considerados “rojos” fueron capturados y llevados al monte por la noche. Separaron a uno de los capturados del grupo y los demás escucharon dos o tres disparos. Este procedimiento se repitió una y otra vez, pero debido a un descuido de sus captores, Félix Goya escapó corriendo montaña abajo. Aunque le dispararon varias veces, logró escapar.
Félix Goya estuvo escondido en las montañas por un tiempo. Luego fue a la casa de su amigo Eufrasio en Larraona para pedir ayuda. Eufrasio lo escondió en una bajera que estaba apartada de su casa y después de unos días fue a Eulate para averiguar qué había sucedido. Gente de confianza le dijeron que todos, excepto Félix Goya, habían regresado al pueblo. Según supo, cuando la noche anterior los separaron uno a uno del grupo, les ordenaron dirigirse al pueblo y los fascistas dispararon dos o tres tiros al aire cada vez. Eufrasio informó a su amigo, al que tenía protegido, de lo que había sucedido. Félix Goya pasó entonces a manos de la Guardia Civil y se vio obligado a permanecer bajo arresto domiciliario. A menudo venían a ver cómo estaba, normalmente de madrugada.

### Confiscación de su casa y expulsión de Navarra

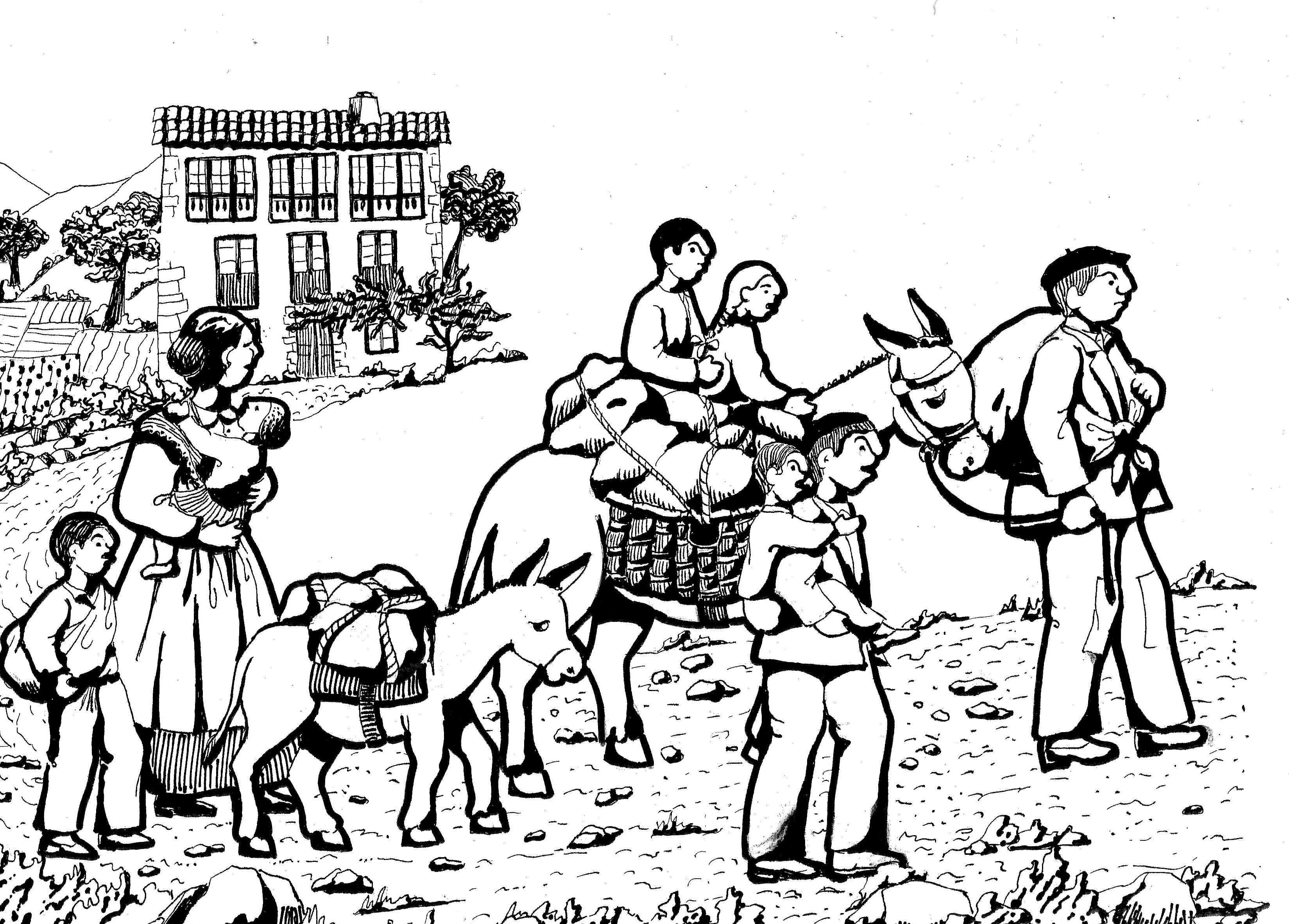
Expulsión del pueblo

A finales de agosto, un grupo armado entró en su casa. Se les informó de la confiscación de la vivienda y de la expulsión de toda su familia. Amenazaron con matarlos a todos si no abandonaban Navarra en 24 horas. Cargaron un asno y un pollino con lo que pudieron llevar y toda la familia partió hacia Hernani: Félix Goya y Martina Ruiz de Galarreta y sus hijos Mauro, Pedro, Miguel, Félix, Leonor y Josefa. José Goya, hermano de Félix, vivía en Hernani. Josefa, la hija menor que no tenía ni 2 años, hizo todo el recorrido a hombros de su hermano Mauro, y Leonor, de 5 años, a hombros de su padre.

## Detención e ingreso en la prisión de Tolosa

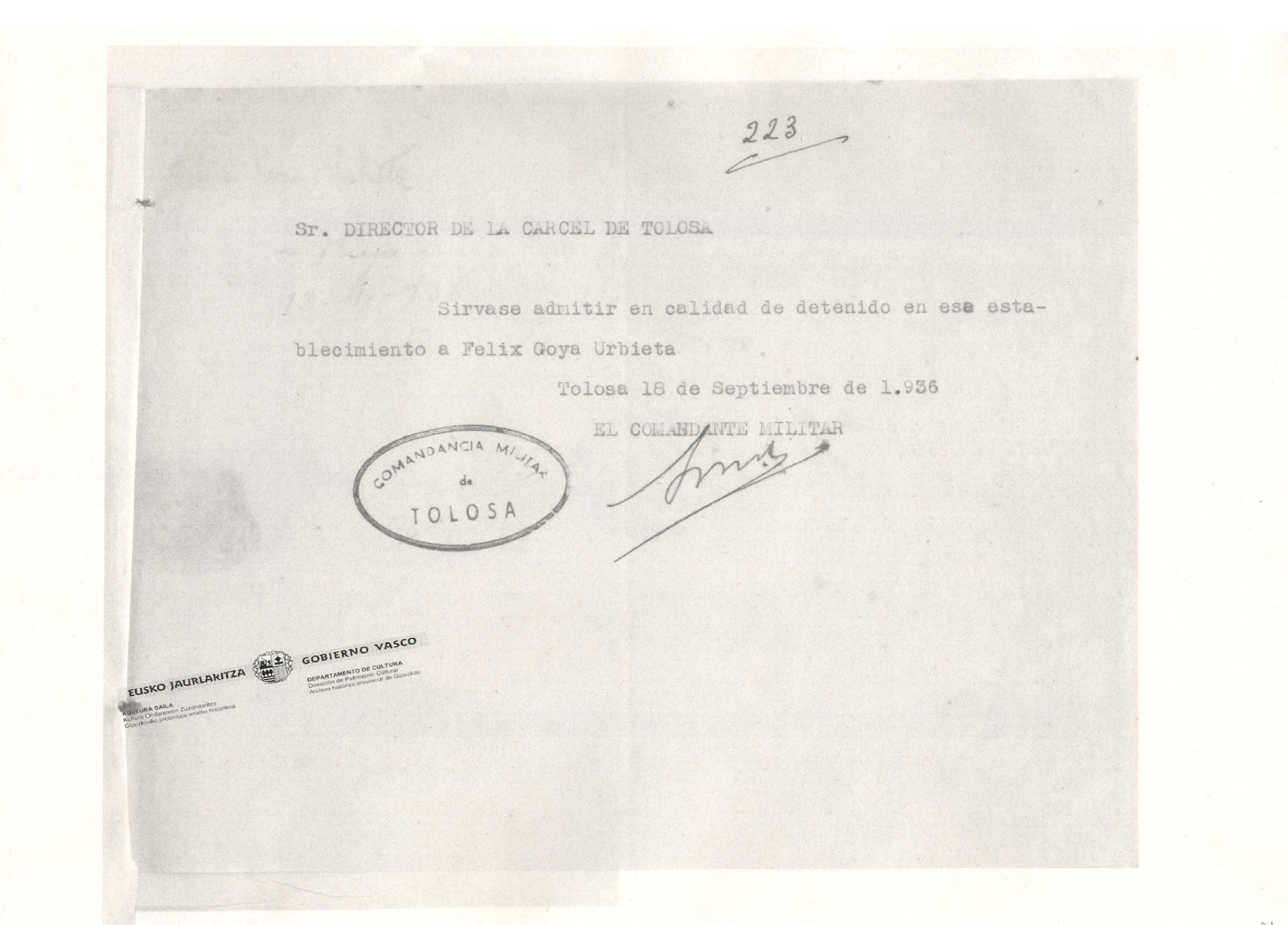
El documento de ingreso de Félix Goya en la prisión de Tolosa

De camino a Hernani, en un lugar desconocido, pasaron un control de los Miqueletes de Guipúzcoa y se les permitió continuar. Más adelante, tras pasar por Tolosa, en la recta de Irura, frente al Hotel Laskibar, un coche militar de los Requétes procedente de Tolosa les detuvo el 18 de septiembre de 1936. Entre los militares se encontraba un hombre de Eulate, Sergio Bados, que denunció a Félix Goya, según el testimonio dado a Jesús García, vecino de Larraona, por un miembro de las tropas golpistas que habían participado con él en el ataque a Guipúzcoa. Félix Goya fue separado del resto de la familia, y después de una conversación o discusión, se lo llevaron en un automóvil. Según Mauro, el hijo mayor, pretendían detenerlo y su padre le dijo a los militares que era menor de edad. Nunca pudo averiguarlo, porque después de eso ya no pudo hablar con su padre. Les dijeron que fueran al cuartel de Tolosa.
Esperaron en el jardín de la Comandancia de Tolosa. El edificio tenía una escalera doble que conducía a la entrada principal. Cuando ya casi era de noche, la puerta se abrió y vieron a Félix Goya bajando las escaleras, escoltado por varios fascistas. Pasó junto a sus familiares con la cabeza gacha y sin mirar atrás. Luego se enteraron de que Félix Goya estaba detenido y les dijeron a los familiares que se fueran.

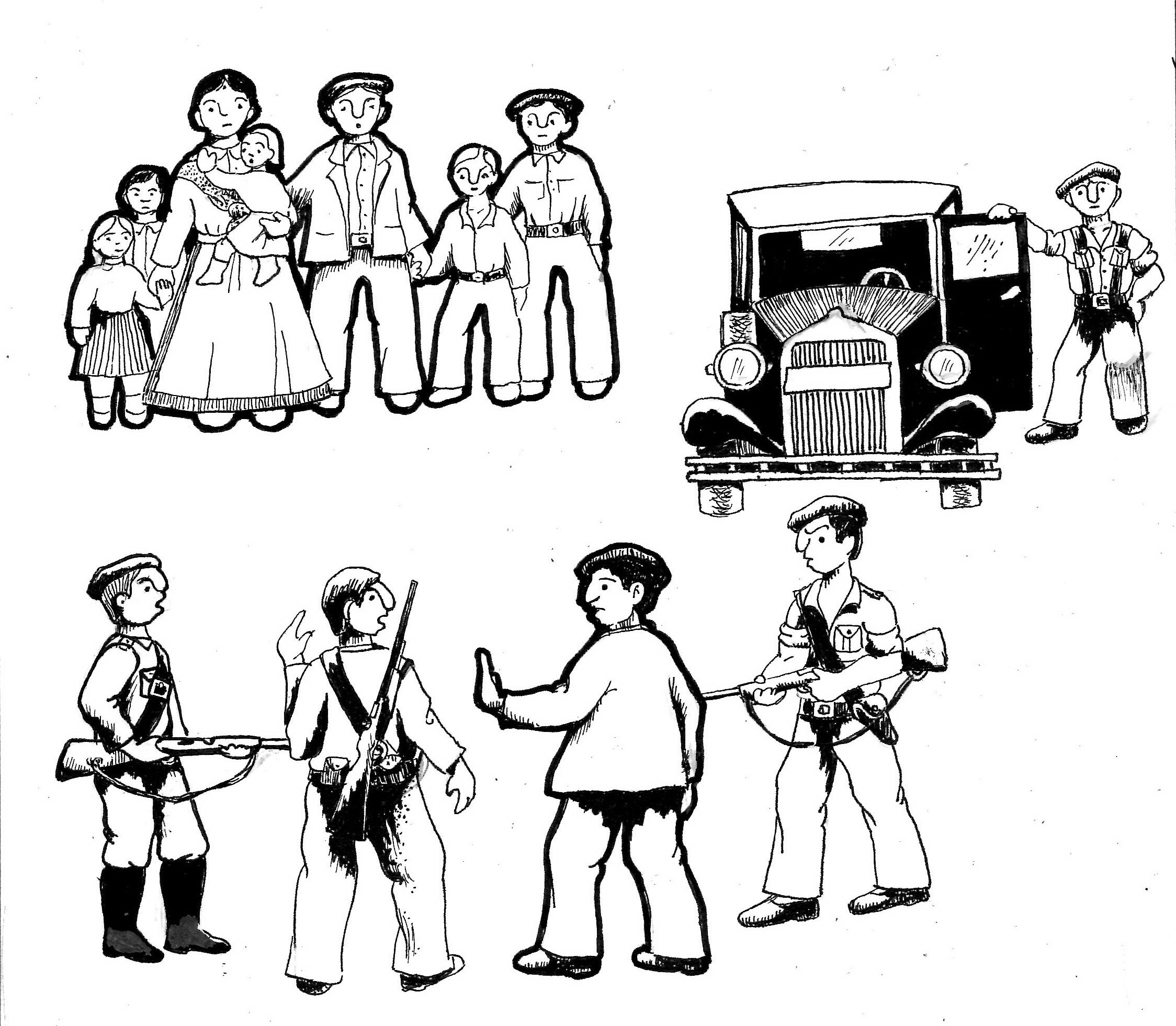
La detención de Félix Goia
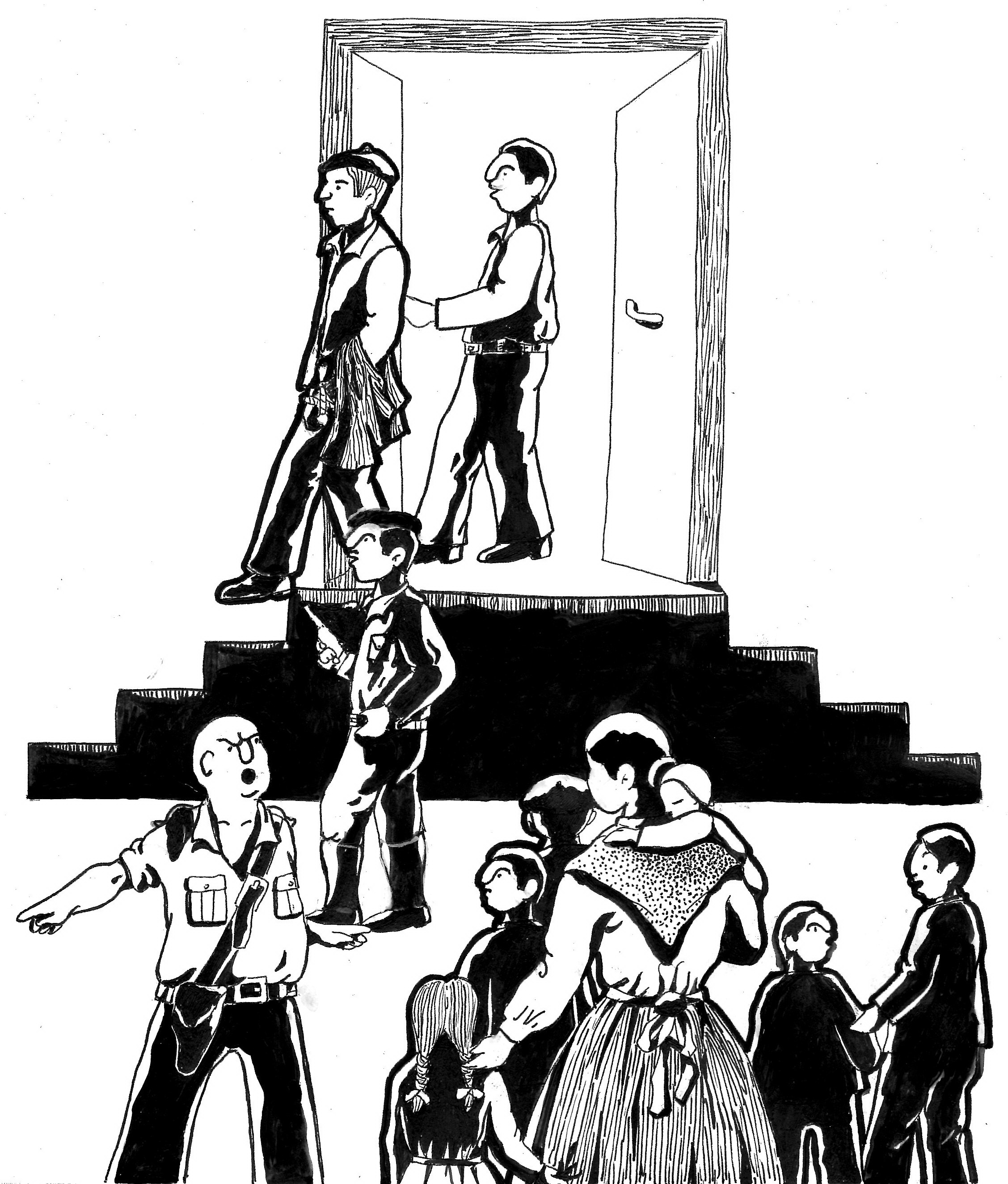
Félix Goia en la Comandancia de Tolosa

## La familia refugiada en el caserío Txitibar de Andoáin

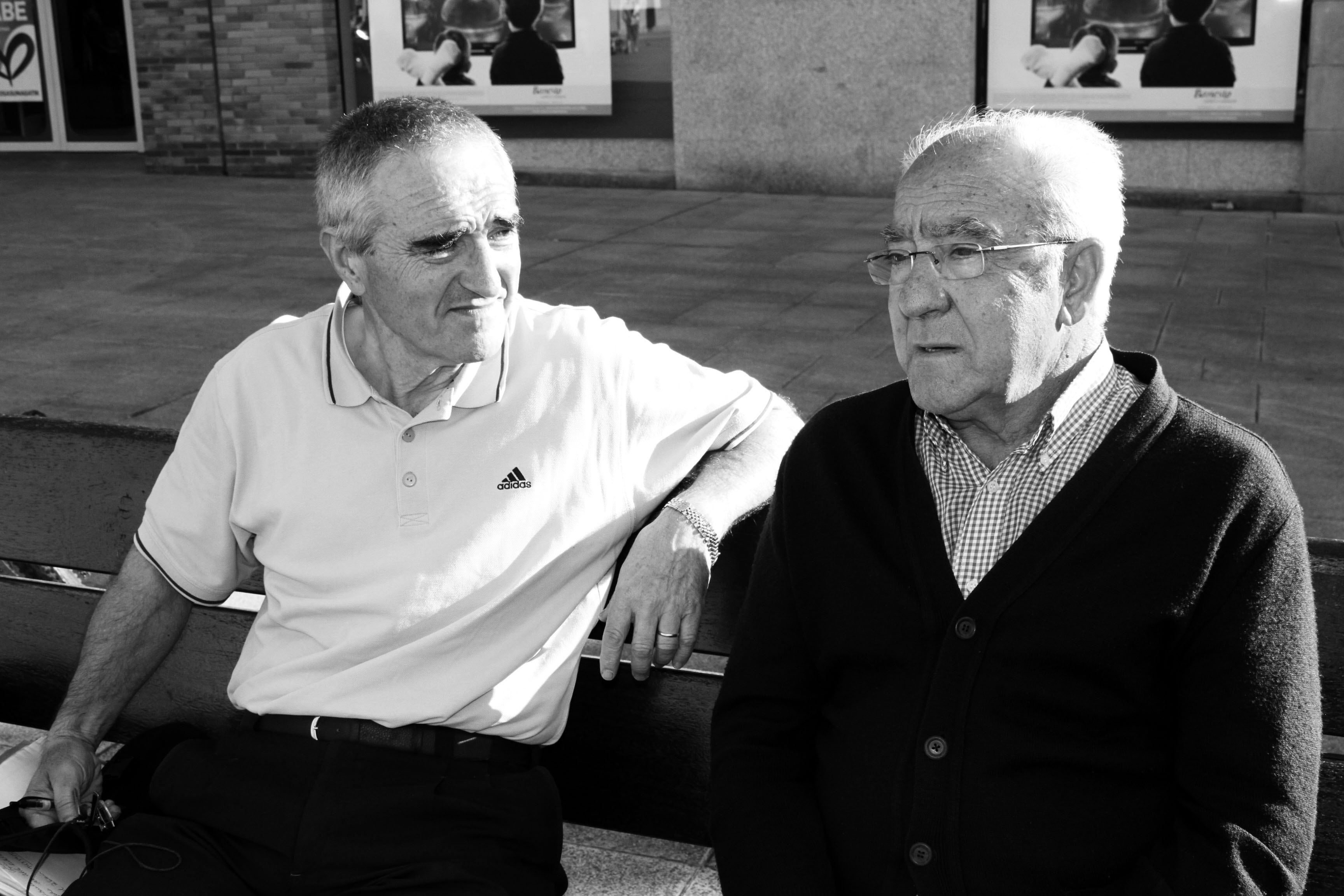
Miguel Zatarain (derecha) y Luken Goia (izquierda), nieto de Félix Goya, el 16 de mayo de 2011

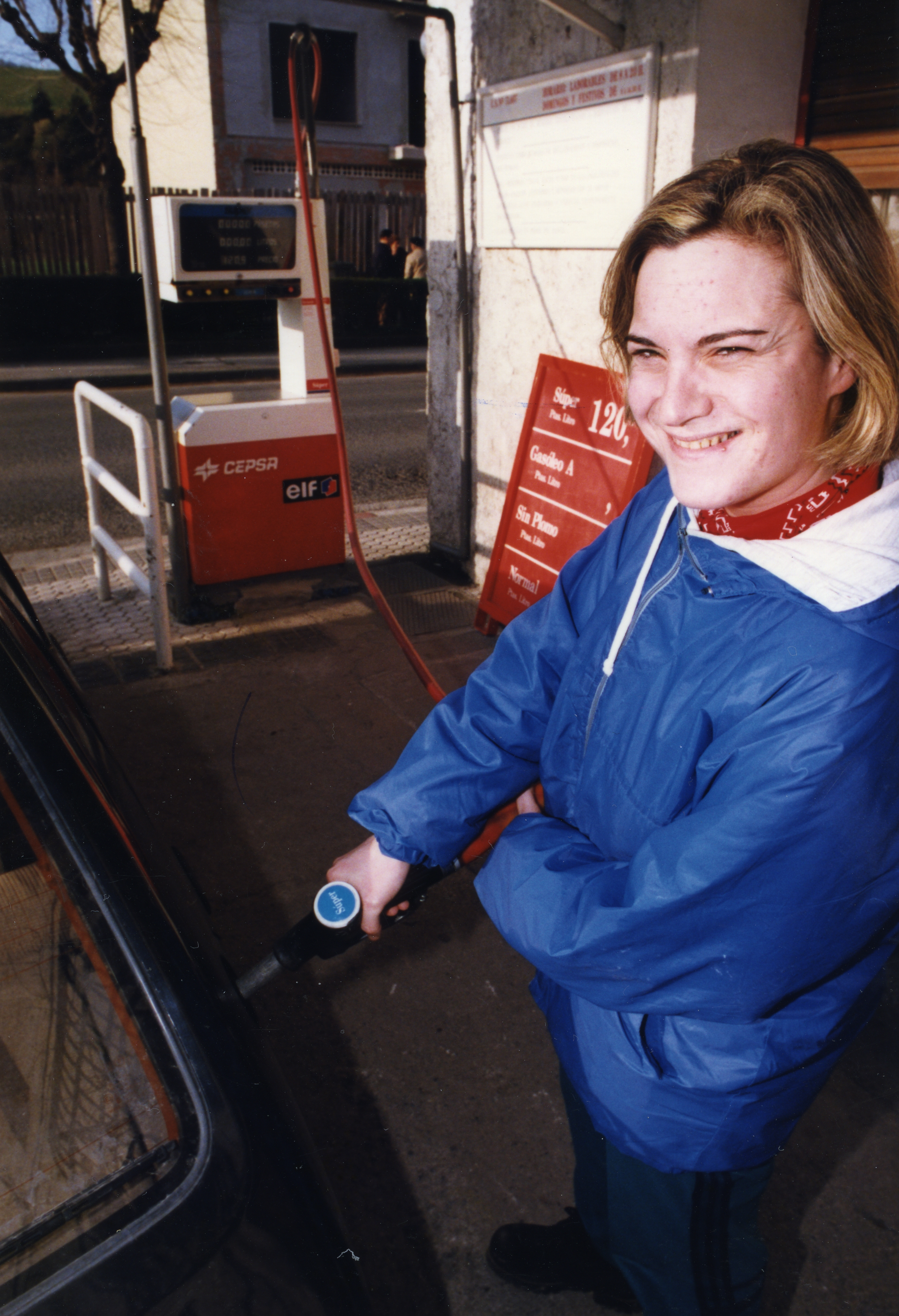
Olatz Zatarain, trabajando en la gasolinera Txitibar en 1997

Tras ser detenido su marido, Martina Ruiz de Galarreta partió hacia Hernani con sus hijos y su burro. Llegaron muy tarde a Andoáin y fueron acogidos por la familia Zatarain, que vivía en el caserío Txitibar de Andoáin. En el caserío vivían siete personas: Antonio Zatarain, viudo de 41 años, sus cuatro hijos, Lucía, de 11 años, Arantzazu, de 6 años, María Teresa, de 4 años, y José Miguel, de 7 años, su tía Juliana Gaztañaga Zuloaga, de 82 años, y su suegro, José Miguel Bengoetxea, de 82 años. Los Zatarain se encargaban de la gasolinera que había al lado del caserío. Antonio Zatarain abrió la gasolinera siguiendo los deseos de su esposa. El primer pedido de gasolina se realizó en 1934. Hoy en día, la Plaza del Txitibar se encuentra donde antiguamente estaban el caserío y la gasolinera.
Martina Ruiz de Galarreta y sus seis hijos se refugiaron el lagar que utilizaban para elaborar sidra y almacenar heno. Según el testimonio de José Miguel Zatarain, que entonces era un niño, toda la familia les ayudaba en las labores del campo y de vez en cuando Martina Ruiz de Galarreta iba a visitar a su marido a la prisión de Tolosa. Mientras estaban allí, los fascistas dejaron un camión lleno de espoletas en el caserío para protegerlo de los bombardeos republicanos. En uno de ellos, les entró una bomba por la chimenea, pero algo falló y no explotó.
Los Zatarain los refugiaron y alimentaron durante dos semanas. Con ello corrían un gran riesgo, pues los frentes de guerra estaban situados en Andoáin: en Belkoain y Burunza, y una acusación como "ser colaborador de los republicanos" era suficiente para enfrentarse a la prisión o la muerte. Martina Ruiz de Galarreta quería acudir lo antes posible a casa de su cuñado José Goya en Hernani, pero Antonio Zatarain no la dejó ir, porque era muy peligroso debido a los bombardeos y los fuertes combates en la zona. Finalmente, a mediados de septiembre, pocos días después de la entrada de los fascistas en San Sebastián, José Miguel Zatarain le dijo a Martina Ruiz de Galarreta que era posible ir a Hernani, y ella partió hacia allí con sus hijos y sus burros.

## La familia refugiada en el caserío Pipirita de Hernani

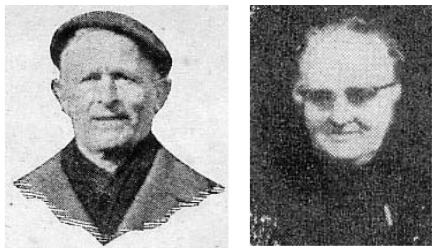
José Goya Urbieta y Malen Zubiri Narbarte

Cuando Martina Ruiz de Galarreta llegó a Hernani con sus hijos, los fascistas ya habían tomado el pueblo y el recién nombrado alcalde, Julián Madina, les confiscó el burro y el pollino. Sin embargo, finalmente lograron llegar al caserío Pipirita, perteneciente al hermano de Félix Goya. Allí vivían José Goya Urbieta y su esposa Malen Zubiri Narbarte, con sus siete hijos: Juanito, Felixa, Kattalin, Patxi, Josebe, Miren y Rita.

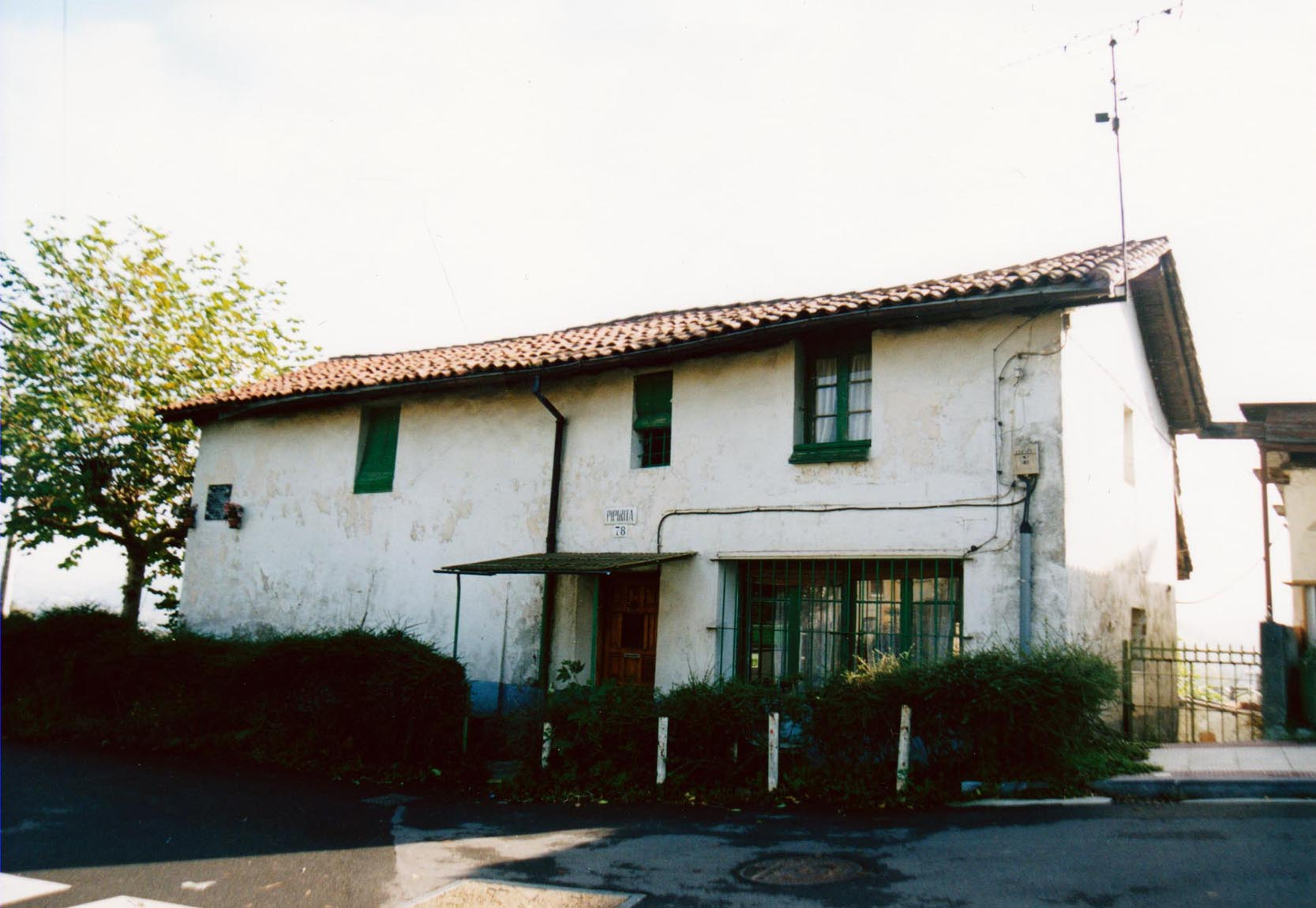
Caserío Pipirita de Hernani

El caserío Pipirita pertenecía a la familia Lizeaga de Hernani. Antiguamente había sido una borda para el ganado y las hermanas Lizeaga la utilizaban como lugar para guardar herramientas agrícolas. Joxe Goya lo reparó y arregló. Cuando se casó con Malen Zubiri, lo alquilaron y comenzaron a vivir allí. José Goya era albañil, como su hermano Félix, y trabajaba en la construcción. Mientras se construía la casa, un arquitecto o aparejador le llamó para trabajar en la construcción del funicular de Archanda en Bilbao. José Goya mantuvo una estrecha relación con este arquitecto o aparejador, y de él prendió su pasión por el nacionalismo vasco. Dada la hostilidad prevaleciente hacia el abertzalismo, le aconsejó que consiguiera un puesto en la función pública si era posible. Pensando que de esa manera estaría a salvo. Antes del levantamiento fascista de 1936, José Goya obtuvo el puesto de enterrador en Hernani.

## Gestiones para conseguir la libertad de Félix Goya
Mientras Martina Ruiz de Galarreta estaba en el caserío Pipirita con sus hijos, recibió una postal de su marido desde la prisión de Tolosa. En la postal fechada el 28 de octubre de 1936, Félix Goya menciona a su hermano Manuel y pide a su esposa que acuda a él y realice gestiones en su ayuda. No está claro si Martina Ruiz de Galarreta acudió a Manuel Goya o no. Otro hermano, Cándido Goya, era militar requeté. Se pusieron en contacto con él, explicándole la situación de su hermano, pero los trató con desprecio, según Josebe, hija de Joxe Goya, y Mauro, hijo mayor de Félix Goya.

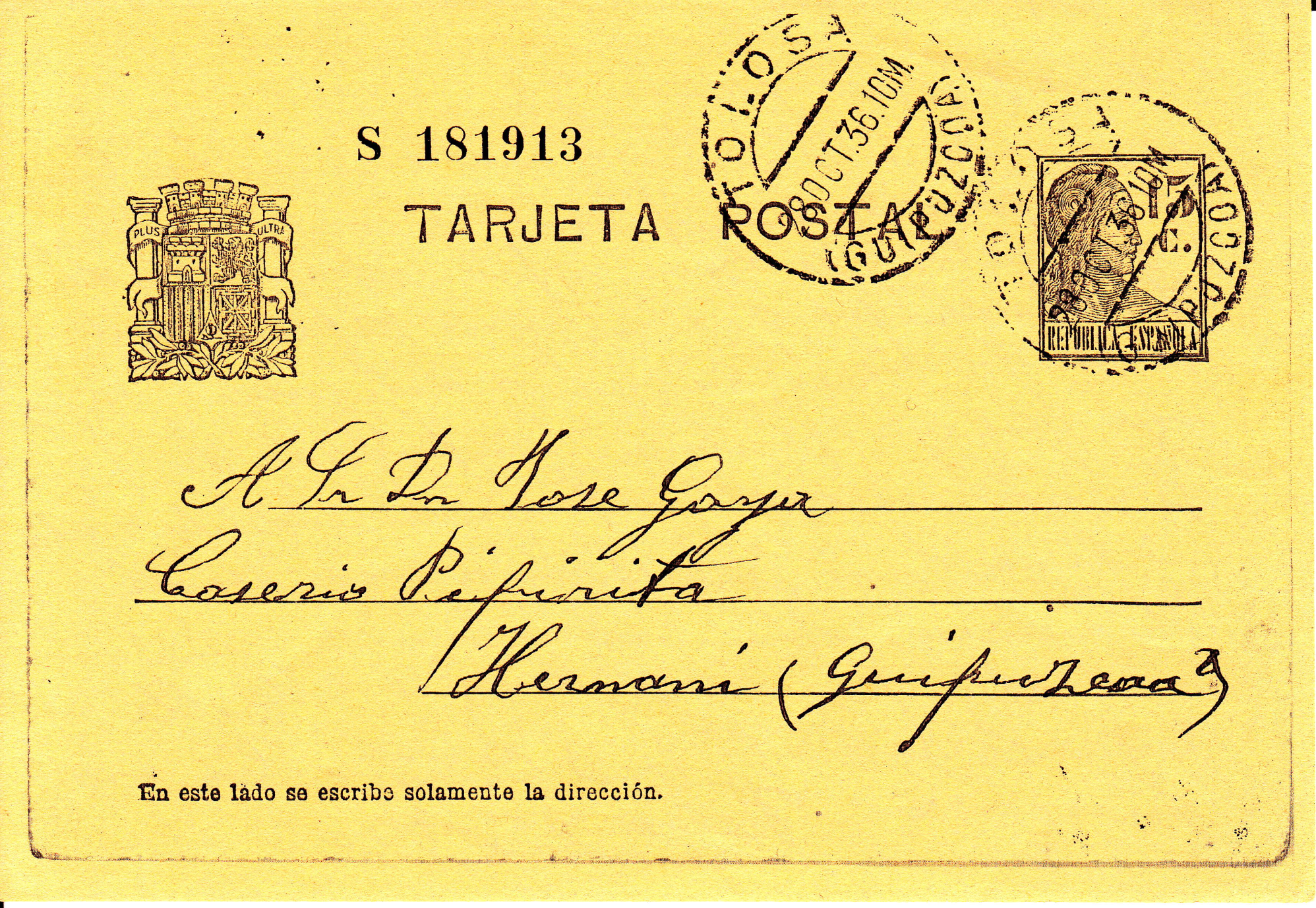
Postal enviada desde la prisión de Tolosa el 24 de octubre de 1936[notas 1]
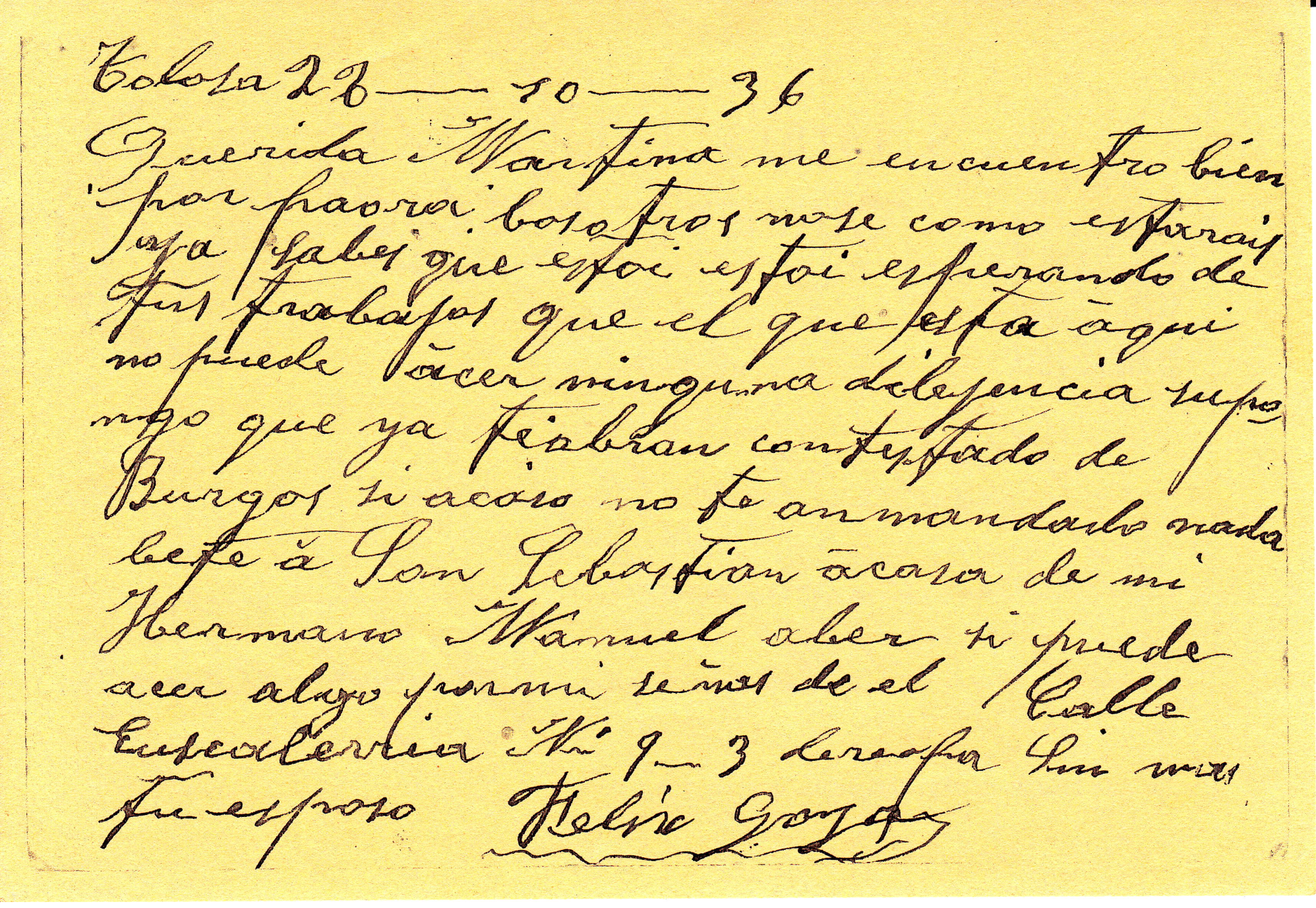

Martina Ruiz de Galarreta trabajó como criada en la casa del militar de alta graduación y experto cartógrafo Federico Montaner Canet en Pamplona. En 1936, Montaner era jefe de Estado Mayor de la 5.ª división y estaba destinado en Zaragoza. Participó en el alzamiento y fue nombrado secretario de la Junta de Defensa Nacional, en Burgos en julio de 1936. En octubre disolvieron la Junta y fue nombrado por Franco segundo jefe de la Secretaría de Guerra y gobernador militar de Guipúzcoa.
Martina Ruiz de Galarreta se puso en contacto con la hija del militar en un intento de ayudar a su marido. Josefa Montaner le contó que su padre y su hermano, también militar, estaban destinados en Burgos. Le aconsejó que hablara con su hermano, ya que su padre no la ayudaría. Según el testimonio de Josefa Goya, ella y su madre acudieron a Burgos, donde consiguieron un documento recomendando la libertad de Félix Goya. Teniendo en cuenta los medios de comunicación de la época y la situación de guerra, no está claro cuánto tiempo tomó viajar y hacer las gestiones. Cuando Martina Ruiz de Galarreta acudió a prisión con el documento, le dijeron que su marido "ya había sido puesto en libertad". Como no apareció al caserío Pipirita, la familia tenía la esperanza de que hubiera cruzado la frontera, pues era de Oiarzun y conocía bien la zona.

## Traslado a la prisión de Ondarreta y desaparición

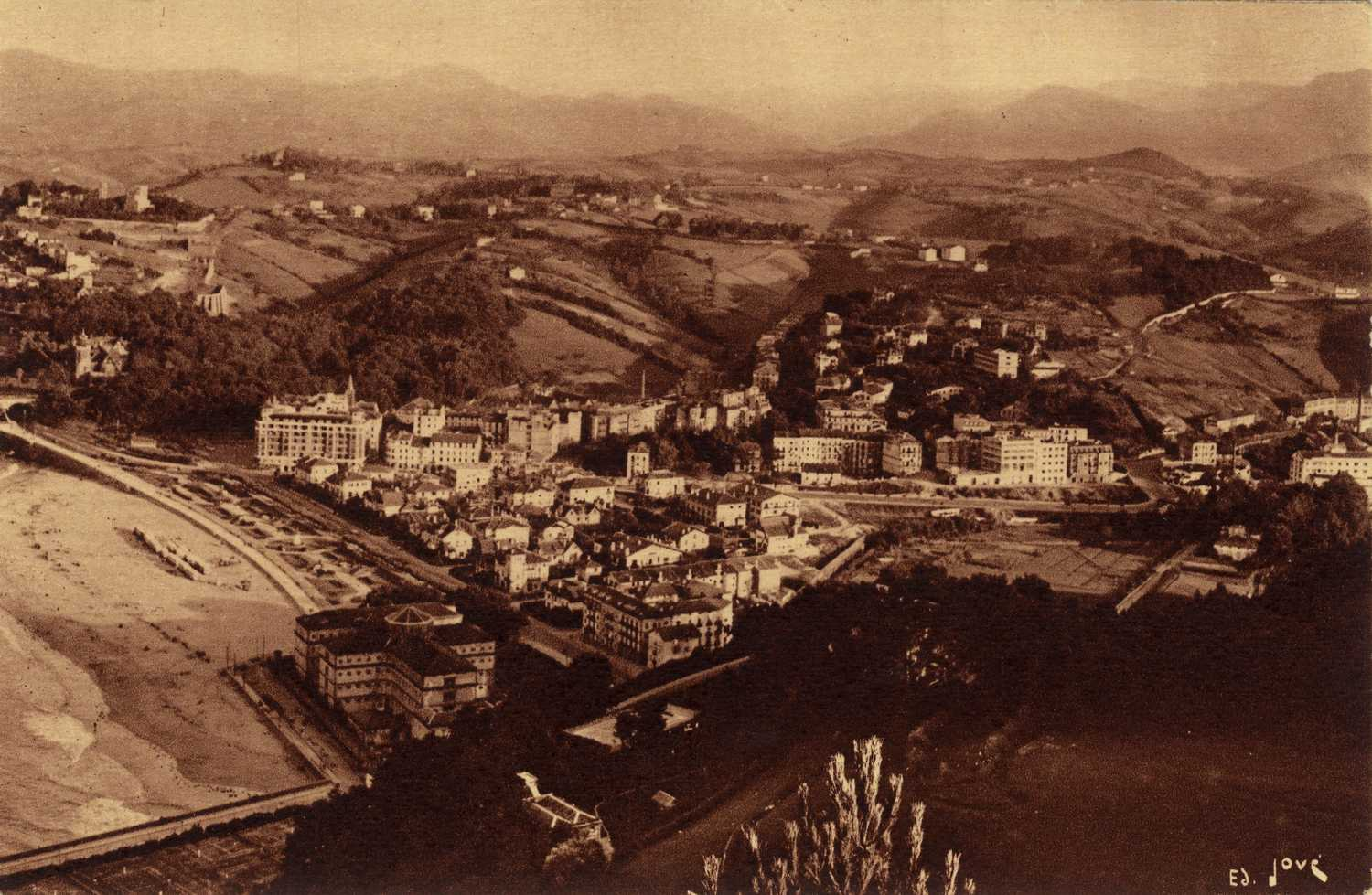
Prisión de Ondarreta y El Antiguo desde Igueldo (después de 1920)

El 14 de septiembre de 1936, al día siguiente de la toma fascista de San Sebastián, el comandante artillería Ramiro Llamas del Toro fue nombrado Juez Especial de la Plaza de San Sebastián, primer director en plaza de la prisión de Zapatari u Ondarreta de San Sebastián y juez del Tribunal de Justicia Militar. Los consejos de guerra exigían un mínimo de trámites y el número de detenidos era muy elevado, lo que tenía a los instructores desbordados y muchos acababan en manos del “juez especial” Ramiro Llamas del Toro. Fue responsable directo de varias ejecuciones y, según numerosos testimonios, no ocultó el hecho de haber ordenado ejecuciones incluso de sacerdotes católicos. "Yo he fusilado a 16 sacerdotes y haré que ese número ascienda a 160", dijo a Gelasio Aranburu, párroco auxiliar de Pasajes. También hay testimonios de sobornos y robos.

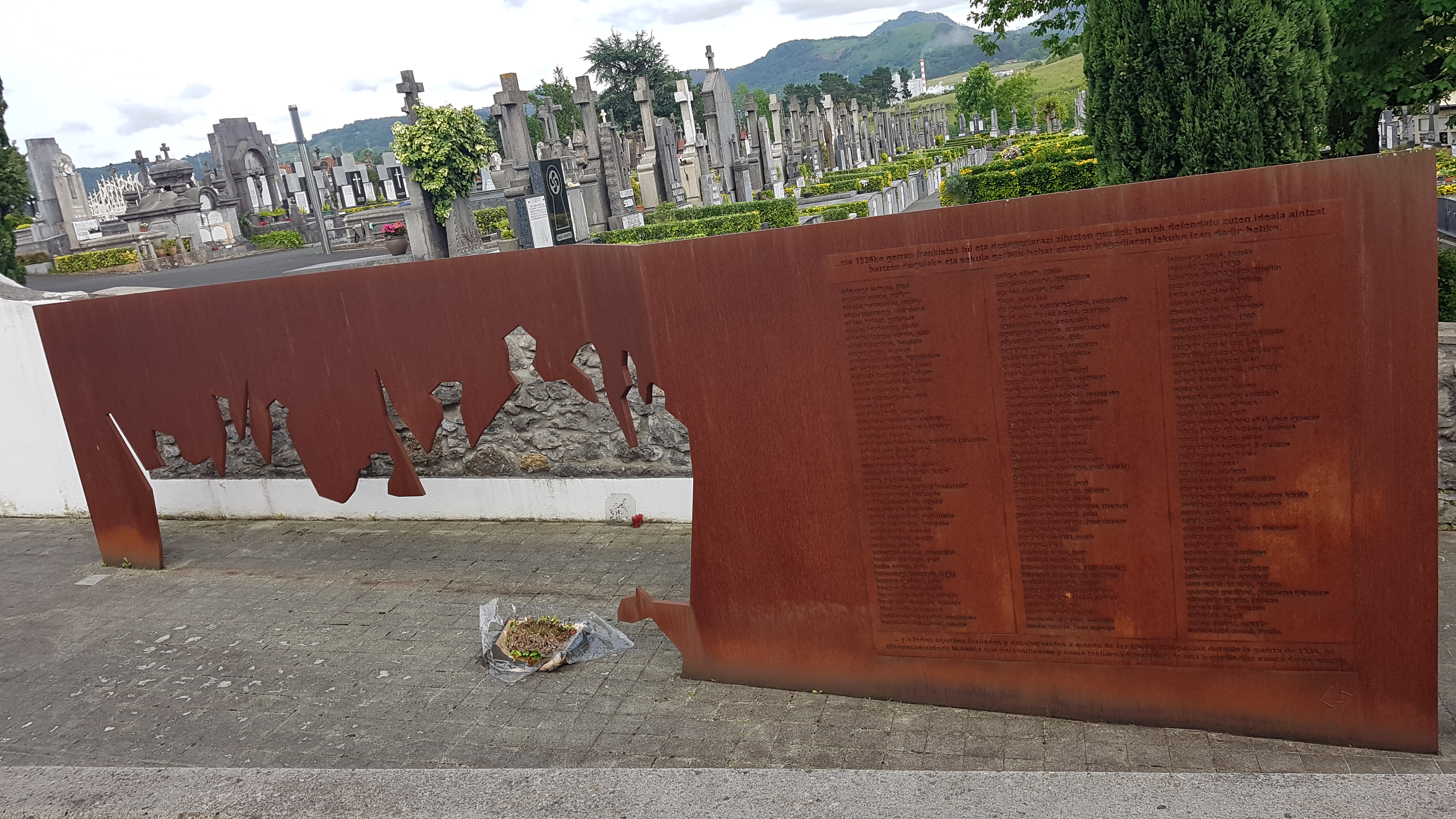
El monumento Argi-Horma en el cementerio de Hernani en honor a los fusilados

Según el testimonio de Mauro Goya, acudía frecuentemente con su prima Josebe Goya a los lugares donde se llevaban a cabo las ejecuciones en los alrededores de Hernani (Galarreta y el cementerio), con el objetivo de averiguar si su padre se encontraba entre ellos. Las primeras ejecuciones se llevaban a cabo en la zona de Galarreta, incluso los domingos, y los dejaban allí hasta que los llevaban al cementerio municipal pasadas unas horas o al día siguiente. "Los llevaban en un carro de basura, como si fueran ganado. Tocaban una campanilla para que nadie saliera a mirar. La gente tenía que quedarse en casa", recuerda Josebe Goya, hija de José Goya, enterrador del pueblo, que acogió a Martina Ruiz de Galarreta y su familia en su casa.

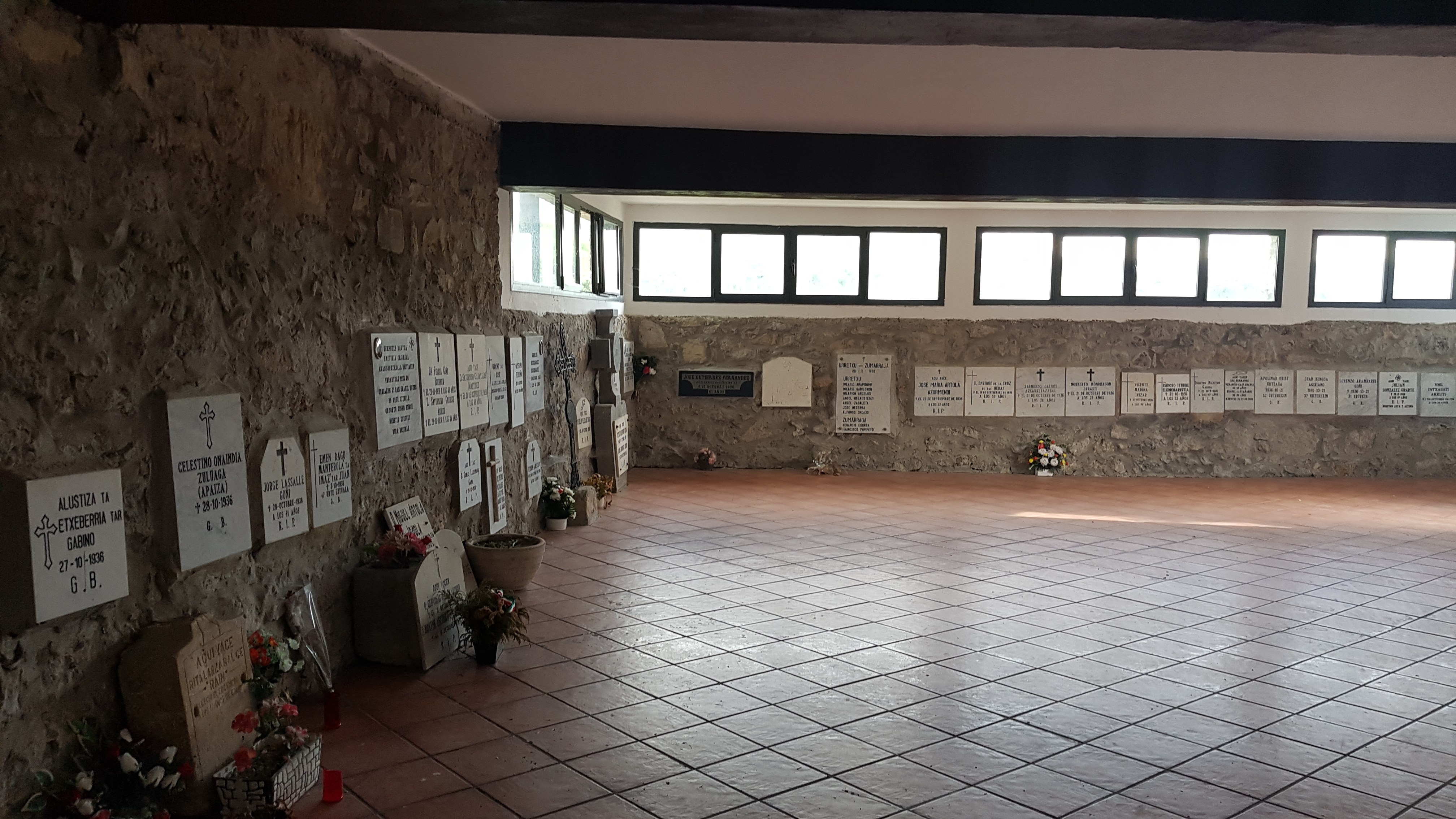
Monumentos en memoria de los fusilados en la cripta del cementerio de Hernani

Después, a partir de octubre, las ejecuciones comenzaron a realizarse a la entrada del cementerio. "El lugar quedaba cubierto de sangre. Echaban grava gris encima, pero al pisarla aparecía tierra roja", cuenta Josebe Goya. Tras la visita del General Mola al lugar de los hechos a finales de octubre, las ejecuciones desaparecieron casi por completo en Hernani, al ordenar que "los fusilamientos se llevaran a cabo con mayor discreción", según varios testimonios escritos. El 30 de octubre, el alcalde de Hernani, Julián Madina, emitió una proclama prohibiendo acudir al cementerio el Día de Todos los Santos, que se celebraría dos días después. A partir de entonces, Oiarzun se convirtió en el principal lugar de ejecuciones de Guipúzcoa: primero en el cementerio, luego de forma más discreta en la carretera a Artikutza.
El 13 de noviembre de 1936, 25 personas fueron trasladadas desde la prisión de Tolosa a la de Ondarreta en San Sebastián a petición del juez militar Ramiro Llamas del Toro. Félix Goya informó a su esposa del cambio de ubicación en una postal escrita el 14 de noviembre. De las 25 personas trasladadas desde Tolosa a Ondarreta, 19 fueron fusiladas sin juicio ni consejo de guerra. Los expedientes de todas estas personas contienen la misma nota: “ A disposición del juez especial Sr. Llamas ”. Todos ellos fueron asesinados entre el 14 y el 18 de noviembre de 1936, en San Sebastián, Vera de Bidasoa, Oyarzun y Tolosa. Félix Goya fue asesinado en Oyarzun en la madrugada del 15 al 16 de noviembre de 1936. Nunca se encontró el cadáver.

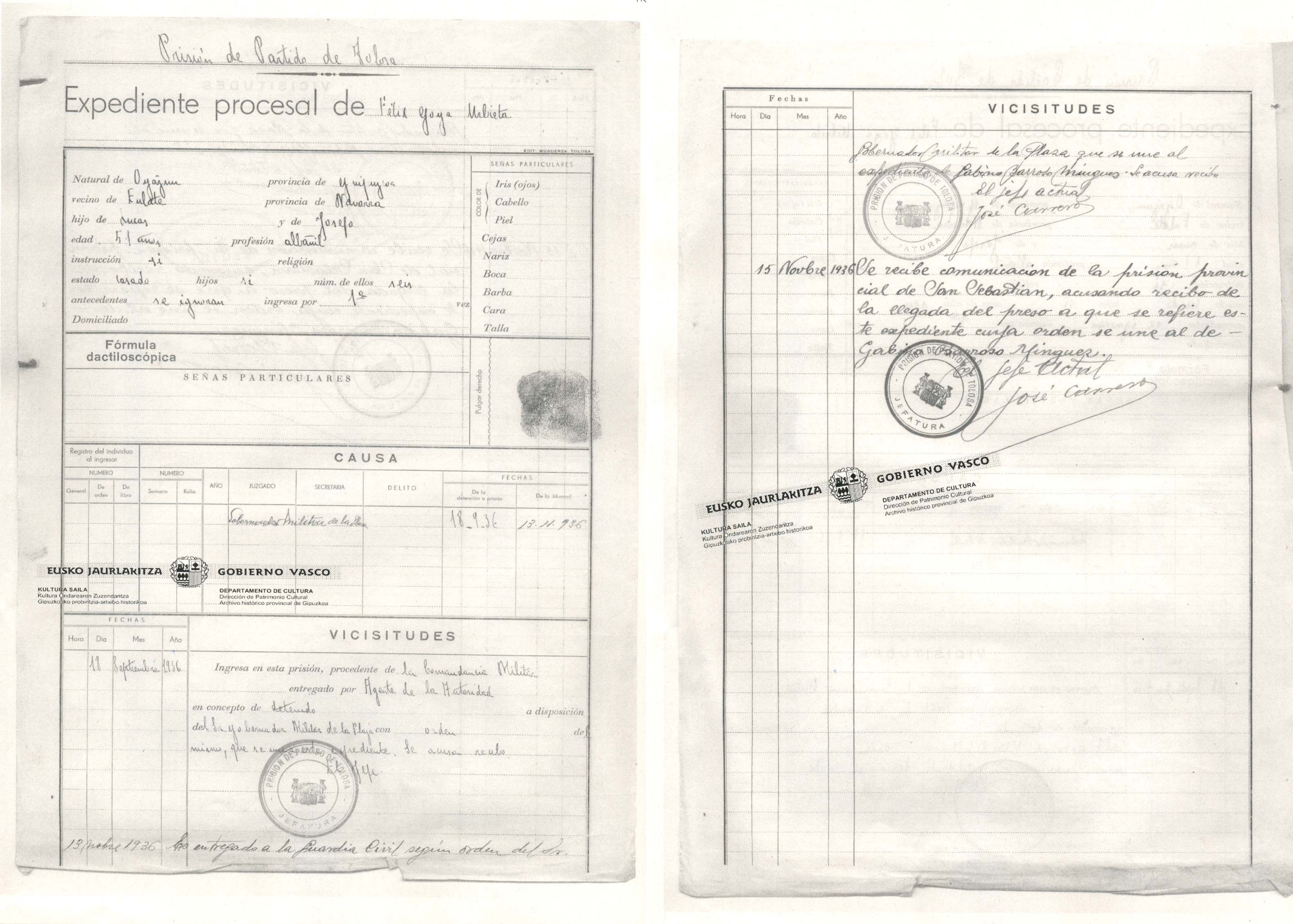
Expediente procesal de Félix Goya
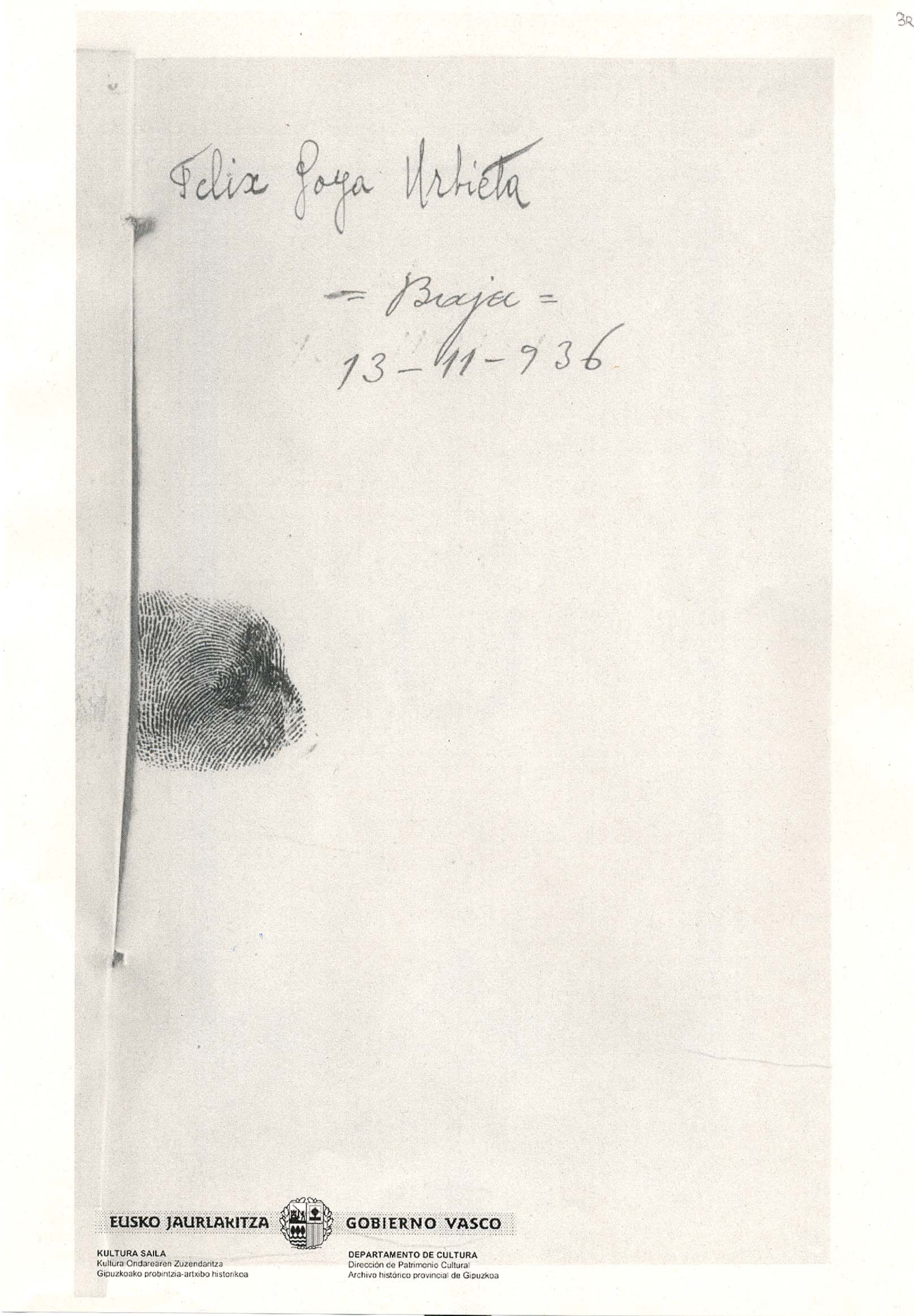
El documento por el que Félix Goya fue excarcelado de la prisión de Tolosa
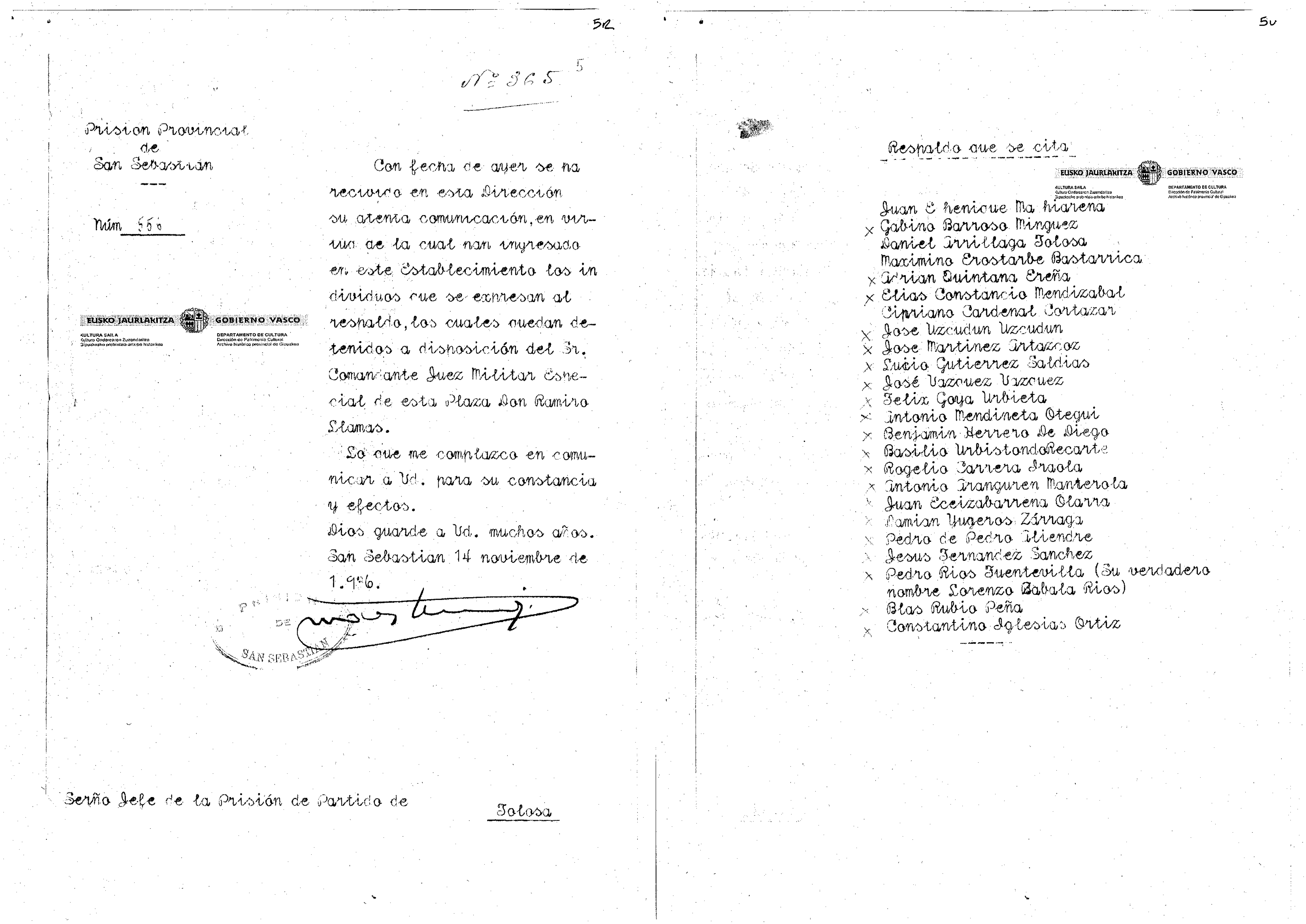
Lista de 25 personas trasladadas desde la prisión de Tolosa a Ondarreta, entre ellas Félix Goya

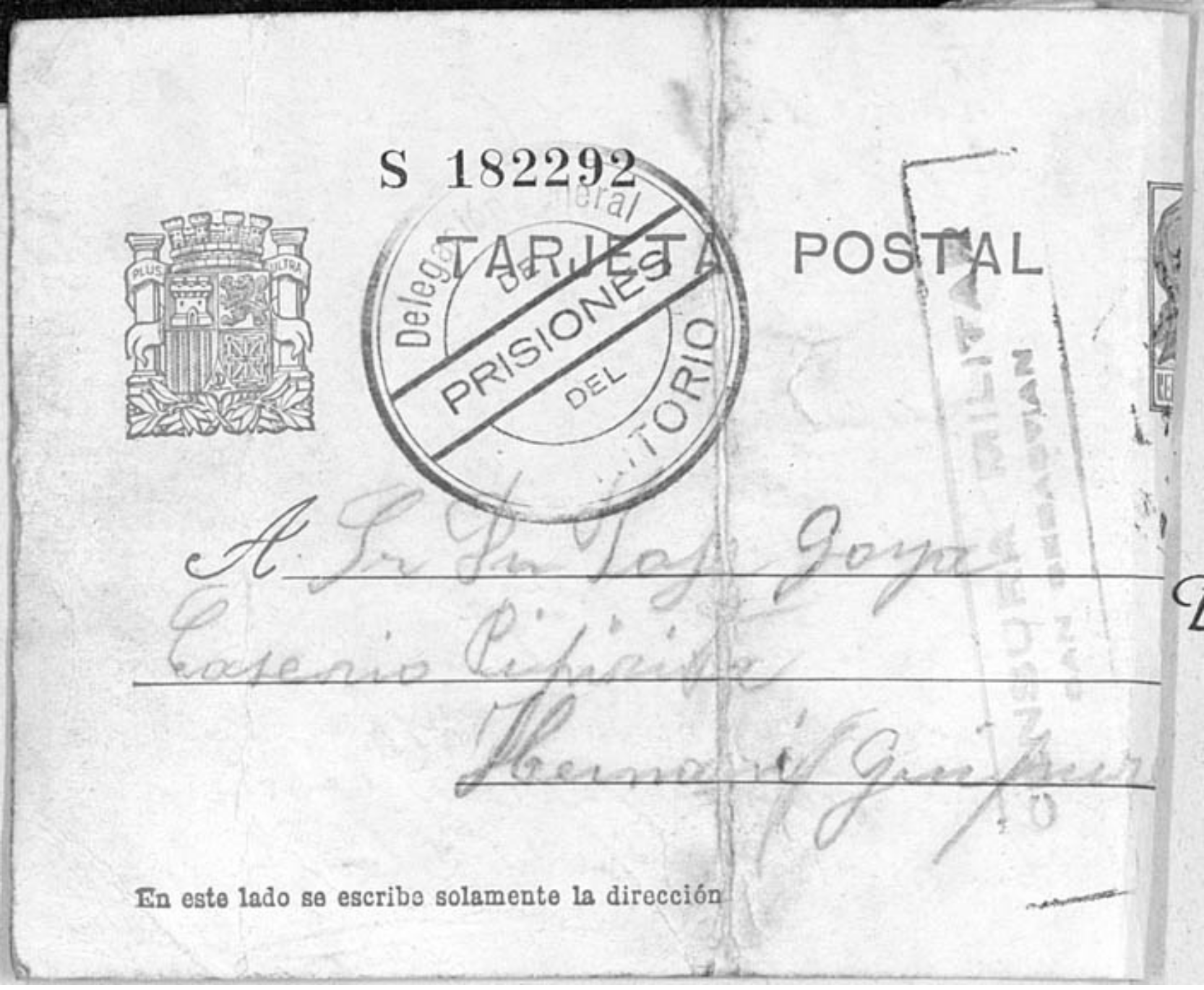
Postal enviada por Félix Goya a su esposa desde la prisión de Ondarreta en San Sebastián el 14 de noviembre de 1936[notas 2]
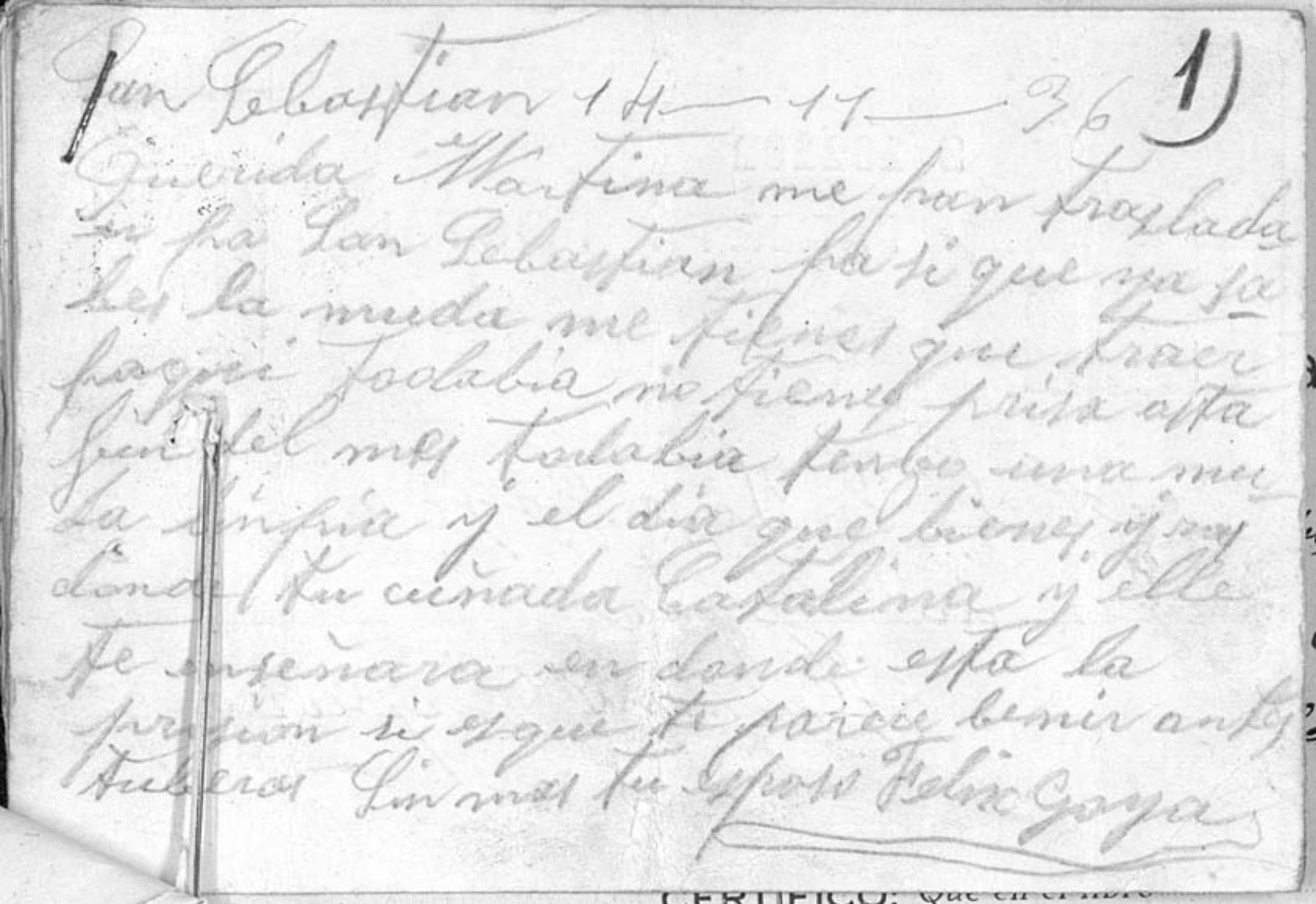

## Regreso de Martina Ruiz de Galarreta a Eulate y represión contra ella

### Embargo de bienes y multa
El 12 de diciembre de 1936 el Juzgado Especial de Responsabilidad Política en lo Civil de Pamplona abrió proceso contra Félix Goya por mala fe hacia el régimen. Se investigaron sus bienes y se envió una carta al juez municipal de Eulate, ordenando identificarlos y confiscarlos.
El 24 de diciembre de 1936, Martina Ruiz de Galarreta recibió permiso para regresar a Eulate, por orden del Gobernador Militar. Martina Ruiz de Galarreta regresó a Eulate con sus tres hijos menores: Félix, de siete años, Leonor, de cinco, y Josefa, de dos. Como la casa familiar estaba confiscada, tuvo que vivir en casa de su padre y su madrastra. Dejó a sus hijos mayores como sirvientes en los caseríos del entorno de Hernani con la ayuda de su cuñado José Goya: Mauro, de 16 años, en el caserío Urbaneta de Urnieta, Pedro, de 13 años, en el caserío Larrabi de Hernani y Miguel, de 10 años, en el caserío Zaldundegi de Urnieta.
En enero de 1937, el Juzgado Especial de Responsabilidad Política en lo Civil de Pamplona embargó todos los bienes de Félix Goya.

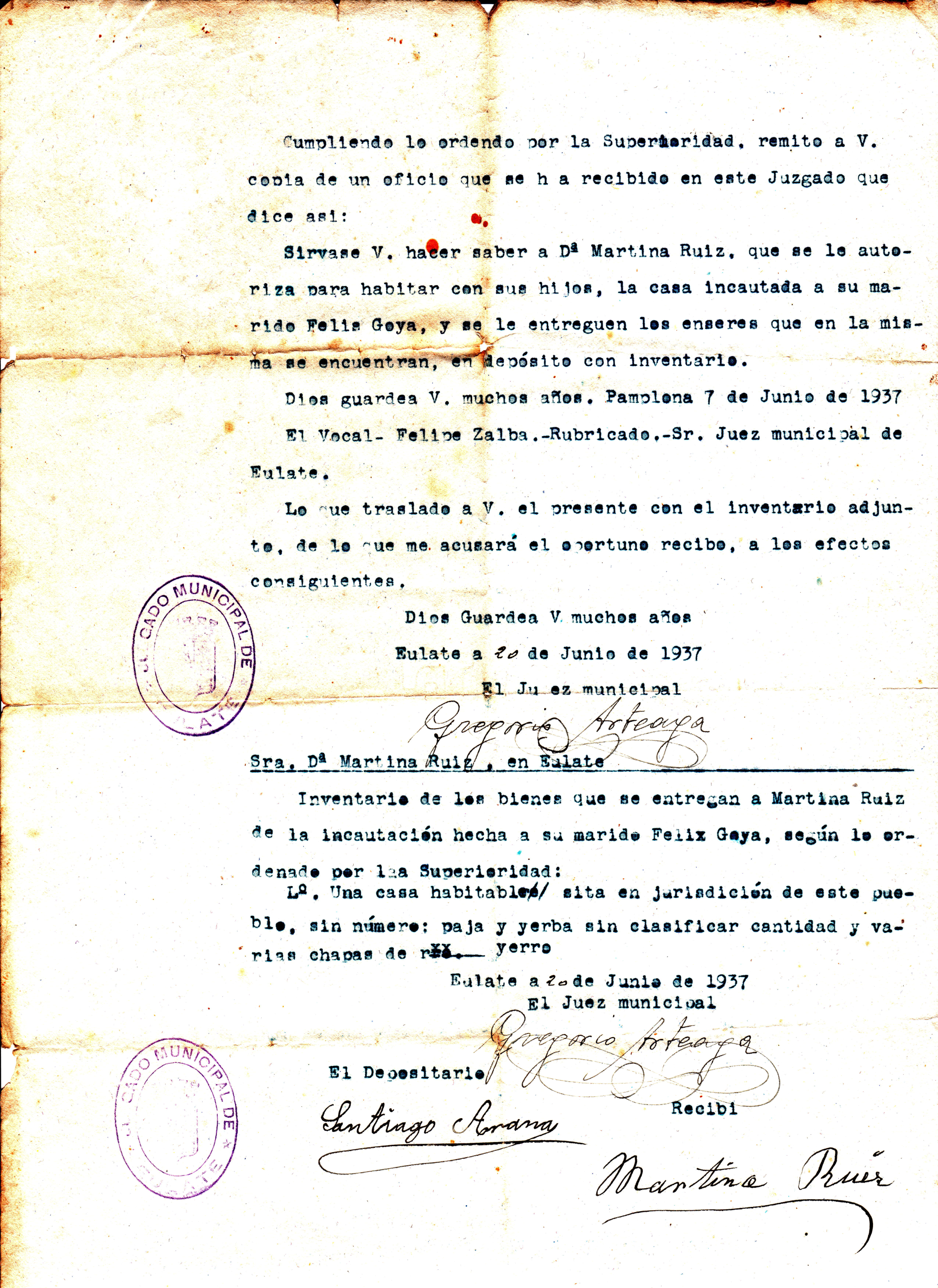
20-06-1939. Se concede permiso a Martina Ruiz de Galarreta para vivir en la casa incautada de Eulate.

El 24 de febrero de 1937, Martina Ruiz de Galarreta presentó un escrito ante el juez municipal de Eulate, solicitando la llave de su casa, que había sido confiscada en agosto de 1936, para poder regresar al pueblo con sus hijos y vivir allí. El 15 de abril pidió permiso al presidente de la Comisión de Confiscación para regresar a su domicilio. El ayuntamiento de Eulate recibió una orden para devolver la casa confiscada, pero el secretario no informó al alcalde Rufino Alegría, y quemó el documento en la chimenea. Martina Ruiz de Galarreta luchó por sus derechos, y realizó diversas gestiones en Eulate, Estella y Pamplona. El 7 de junio de 1937, el presidente de la Comisión de Incautación envió un decreto al juez municipal de Eulate, informándole que se había concedido permiso a Martina Ruiz de Galarreta para vivir en su casa con todas sus pertenencias. El juez de Eulate concedió el permiso a la familia el 20 de junio.
Aunque Félix Goya fue asesinado en noviembre de 1936, en 1938 se le envió un expediente para que declarara administrativamente cualquier responsabilidad civil en que pudiera haber incurrido por pronunciarse contra el Movimiento Nacional. El 18 de mayo de 1938 se publicó en la Sección Judicial del Diario Oficial un requerimiento del Juzgado Especial de Confiscación de Bienes solicitando "al tesoro público, municipios, depositarios, entidades oficiales o privadas, bancos, cajas de ahorro y toda clase de personas" que se abstuvieran de realizar cualquier pago a Félix Goya.
El 23 de mayo de 1938, Martina Ruiz de Galarreta escribió al Juez Especial de Confiscaciones de Estella, por un lado para aclarar las cuestiones relativas al ganado embargado, y por otro para manifestar que al haber sido asesinado su marido, ella era la cabeza de familia, tal y como había reconocido el Ayuntamiento de Eulate.

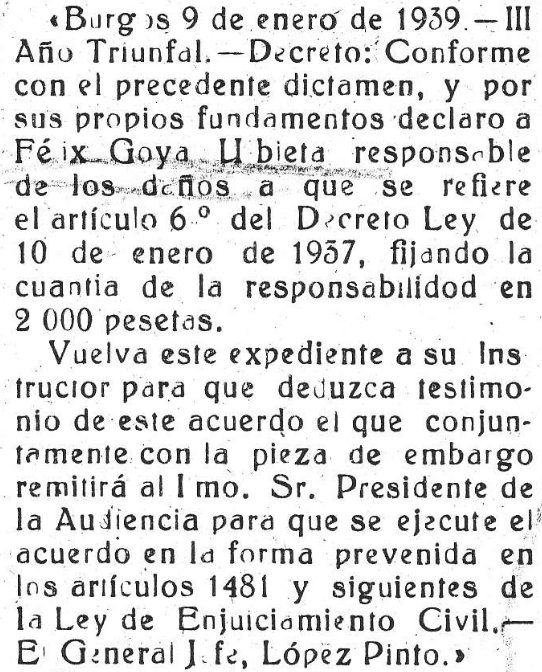
Anuncio de la multa y decomiso de bienes impuestos a Félix Goya tras su muerte en el Boletín Oficial de Navarra del 6 de enero de 1941

El 9 de enero de 1939 el General de la VI Región Militar multó a Félix Goya con 2000 pesetas y confiscó todos sus bienes: una casa valorada en 6142 pesetas, un burro de tres años, cinco cabras, una parcela de terreno de una robada (898,5 m²) y 14 almutadas.
En enero de 1941, Martina Ruiz de Galarreta recurrió la sentencia. Sostuvo que Félix Goya no era responsable de los cargos, que ni siquiera era sospechoso y menos aún un elemento peligroso. Recordó que cuando un grupo de requetés le detuvo en Tolosa, pidieron informe a la Guardia Civil en Eulate, y aunque la respuesta que recibieron fue la de no obstaculizarles el paso, fue conducido a la prisión de Ondarreta y ejecutado. Afirmó que fueron víctimas de odio personal y que sólo fue miembro de la UGT. Recordó que su hijo Mauro realizó el servicio militar del lado de los golpistas. Pidió que su marido fuera absuelto de la sanción económica y, en caso contrario, que se tuviera en cuenta la difícil situación de la familia, compuesta por siete hijos —seis de ellos menores de edad—.
También presentó el certificado de un falangista y de dos requetés en el que declaraban que "lo conocían, que se había comportado intachablemente, que creían que no pertenecía a ningún partido del Frente Popular, sólo era miembro de la UGT, pero que no tuvo ningún cargo, y que no ayudó a proteger a los marxistas". Agregaron que se comportó correctamente después del golpe de Estado y que no sabían por qué fue detenido en Tolosa.

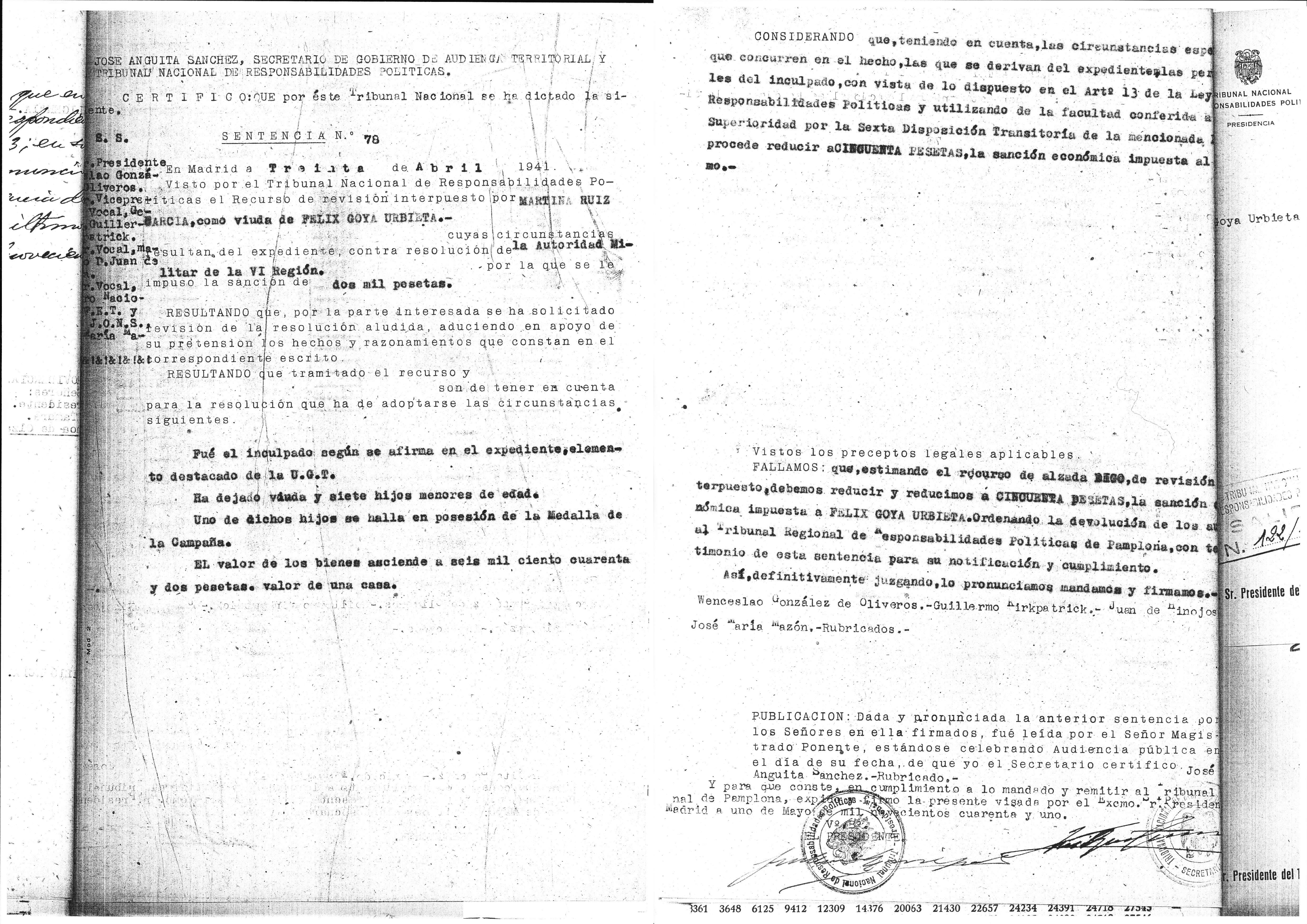
Reducción a 50 pesetas de la multa impuesta a Félix Goya

En febrero de 1941, Martina Ruiz de Galarreta tuvo que declarar ante el juez del ayuntamiento de Eulate sobre su situación económica y familiar. En abril, envió otra carta al Tribunal de Responsabilidad Política, con el aval de tres vecinos de derechas, enfatizando la grave situación económica de la familia, que sólo lograba sobrevivir con el salario de Mauro. Destacaron el comportamiento de su hijo mientras estuvo en el ejército. Ese mismo mes, la Secretaría de Gobierno del Tribunal Nacional de Responsabilidad Política y de la Audiencia Territorial confirmó que "había sido procesado por ser elemento destacado de la UGT", pero redujo la condena a 50 pesetas. Tras pagar la multa, el embargo fue levantado y Martina Ruiz de Galarreta recuperó su casa. Contó con el apoyo de los hijos del Teniente Coronel Montaner para hacer frente al proceso.
En la misma época, el Tribunal de Responsabilidad Política también abrió una causa contra 40 guipuzcoanos, incluido el hermano de Félix Goya, José, que había acogido a Martina Ruiz de Galarreta y a sus hijos en el caserío Pipirita de Hernani.

### Situación de sus hijos e hijas
En la primavera de 1937, cuando su hija Leonor iba a hacer su primera comunión, Martina Ruiz de Galarreta le dijo: “La comunión la harás vestida de negro, para que todos vean lo que han hecho”. Fue la hija de Balbino García de Albizu, amigo de Félix Goya, también asesinado, y lanzado a la sima de Arraso en Urbasa, quien hizo las faldas y blusas negras. Leonor también vistió calcetines y zapatos negros en su primera comunión.
Al cabo de un tiempo, como tenía dificultades para alimentar a los niños que había llevado a Eulate, colocó a su hijo Félix como aprendiz de sastre en Estella, y Leonor se fue a Pamplona con 13 años a vivir con la hermana de Martina Ruiz de Galarreta, Dalmacia. Dalmacia y su marido Juan ayudaron a Martina Ruiz de Galarreta con todo lo que pudieron para superar sus graves dificultades económicas. Martina Ruiz de Galarreta se quedó con Josefa, la hija menor. Su hijo Félix murió a los 16 años en Estella, a causa del tifus.

### Disputas con el ayuntamiento de Eulate y persecución por parte de algunos ciudadanos

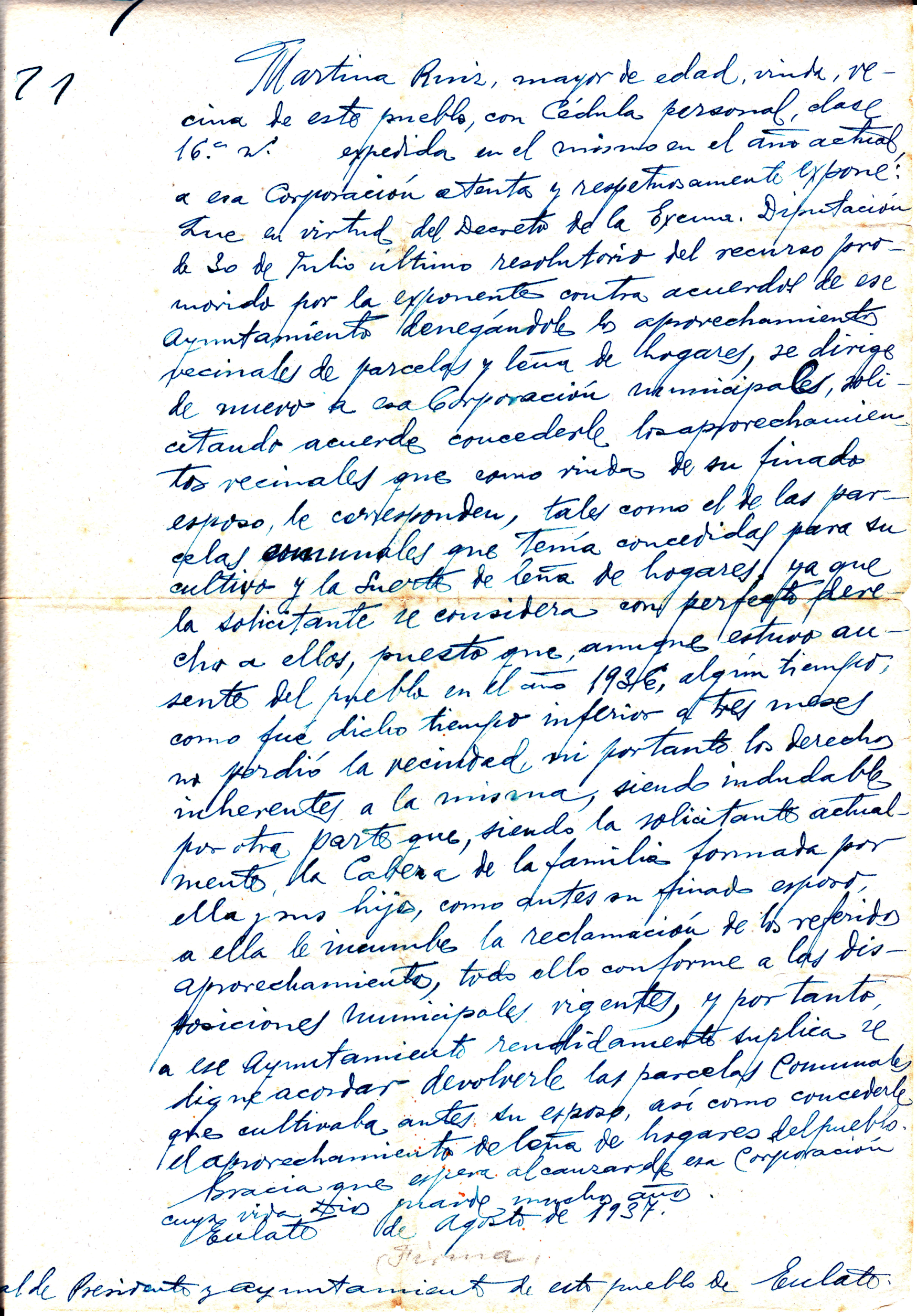
Reclamación del aprovechamiento de leña realizada por Martina Ruiz de Galarreta en agosto de 1937

En un escrito enviado al Ayuntamiento de Eulate en agosto de 1937, Martina Ruiz de Galarreta reclamó los derechos sobre el aprovechamiento de la parcela y la leña, argumentando que aunque había estado fuera del pueblo durante algún tiempo en 1936, no había perdido su vecindad y derechos, pues el período había sido inferior a tres meses.
El pleito de Martina Ruiz de Galarreta con el Ayuntamiento de Eulate continuó. El 6 de diciembre de 1951 presentó una queja escrita con la ayuda del secretario de Zudaire, que le asistía en todos estos casos, contra la excesiva cuota que le exigía el ayuntamiento por no poder acudir a los trabajos comunales.
Martina Ruiz de Galarreta tuvo que soportar insultos al subir a la "pieza" de la sierra. Vitorino, el hijo mayor del "colunario", salía armado a recibirlo en varios lugares, y registraba tanto al burro como a ella. Cuando la dejaba ir, ella regresaba al pueblo sin subirse a la "pieza" por miedo a ser asesinada.
Anastasio Etayo, que tenía un huerto junto a su casa, presentó una denuncia contra Martina Ruiz de Galarreta, y envió un "perito de huertos", alegando que las gallinas habían causado destrozos.

### Batalla legal para obtener el registro de defunción
El 21 de julio de 1939 solicitó al Juzgado de Primera Instancia de Estella la inscripción de la defunción de Félix Goya. En la carta, argumentó que se encontraba en una situación legal inusual que le dificultaba seguir adelante con su vida. Además, solicitó verificar la muerte de Félix Goya. En primer lugar, rogó a Vicente Goya Urbieta, residente en San Sebastián, que determinara qué sabía sobre el asesinato o desaparición de Félix Goya, y que aclarara cómo había sabido que figuraba en la lista de los que iban a ser ejecutados el 15 de noviembre de 1936. Por otra parte, pidió al director de la prisión de Ondarreta que confirmara su muerte o desaparición y que explicara si figuraba en la lista de los que iban a ser ejecutados.
El 5 de agosto de 1939, el director de la prisión de Ondarreta respondió que "los rojos separatistas habían detenido y encarcelado" a Félix Goya, y que no tenía información porque los republicanos habían quemado el archivo de la prisión cuando los golpistas tomaron San Sebastián. Este relato queda desmentido por los autos del juzgado de Estella en los que consta la inscripción de defunción fuera de plazo y por las cartas enviadas desde la prisión por Félix Goya a Martina Ruiz de Galarreta el 14 de noviembre de 1936, después de que los golpistas hubieran tomado San Sebastián el 12 de septiembre.
El 7 de septiembre de 1939, Vicente Goya Urbieta declaró que Félix Goya había sido detenido en Tolosa por los golpistas, y que posteriormente había permanecido recluido en la prisión de San Sebastián hasta su liberación el 15 de noviembre de 1936. Como no había aparecido en ningún lugar desde entonces, asumió que estaba muerto.
El 12 de diciembre de 1939 el Representante del Ministerio Fiscal de Estella decidió inscribir la desaparición de Félix Goya en el registro civil de Eulate.
El 2 de enero de 1940, Martina Ruiz de Galarreta presentó un escrito ante el Juzgado de Primera Instancia de Estella en el que manifestaba que, desde que se había tramitado la causa anterior, había conseguido dos testigos que habían visto e identificado el cadáver de su marido en San Sebastián durante la primera quincena de noviembre de 1936. Ambos eran vecinos de Estella: Enrique Crespo Errazquin, de 30 años, y Teodoro Gurrea Serrano, de 48. En consecuencia, el Ministerio Público consideró procedente inscribir la defunción de Félix Goya en el Registro Civil de Eulate. El juez municipal de Eulate lo certificó el 24 de febrero de 1940.

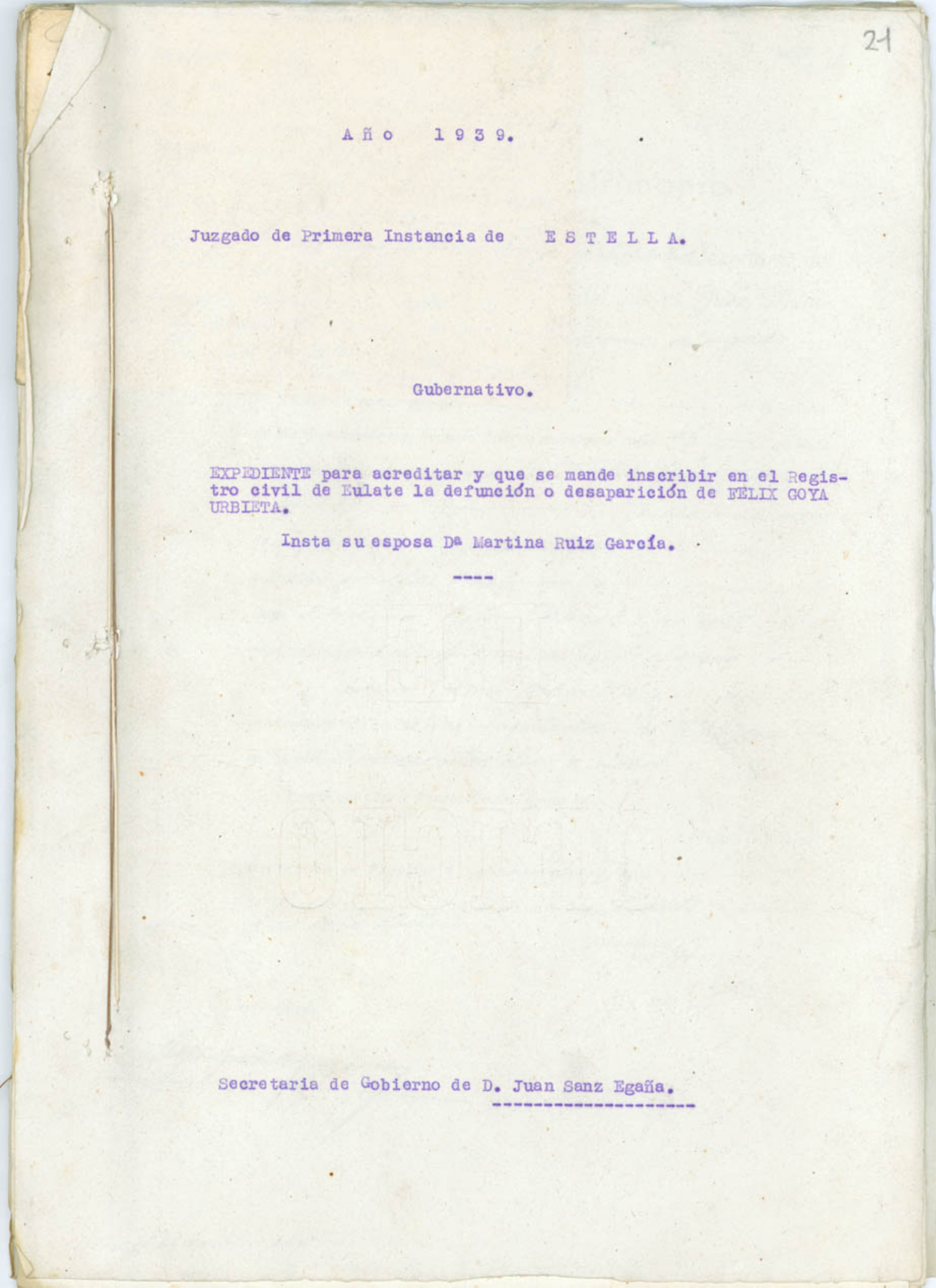
21-07-1939 Petición de Martina Ruiz de Galarreta para la inscripción de defunción fuera de plazo de Félix Goya
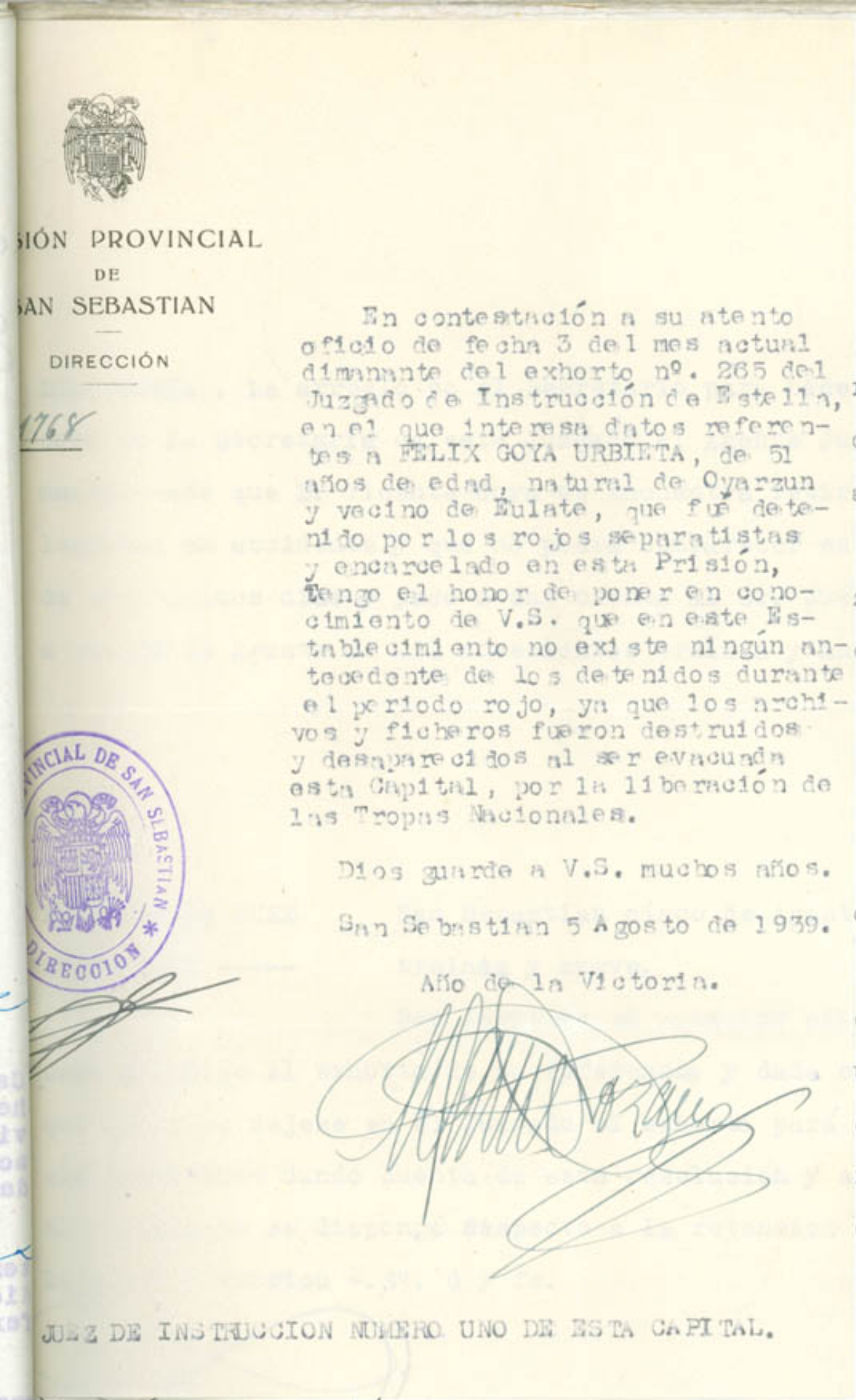
05-08-1939 Respuesta de la Audiencia de San Sebastián afirmando que Félix Goya fue "detenido y encarcelado por los rojos separatistas"[notas 3]
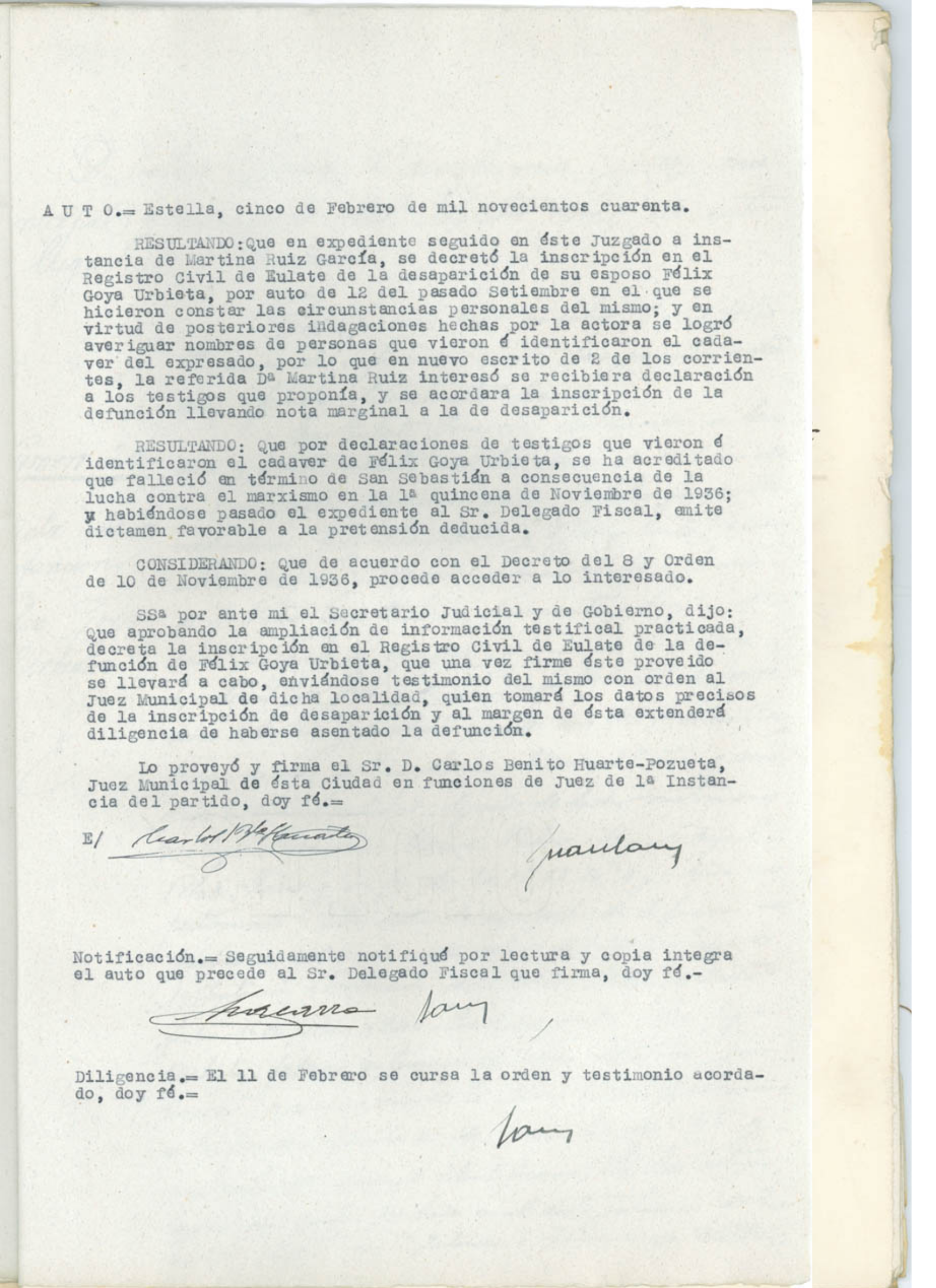
05-02-1940 Orden emitida por el juzgado de Estella para registrar la defunción
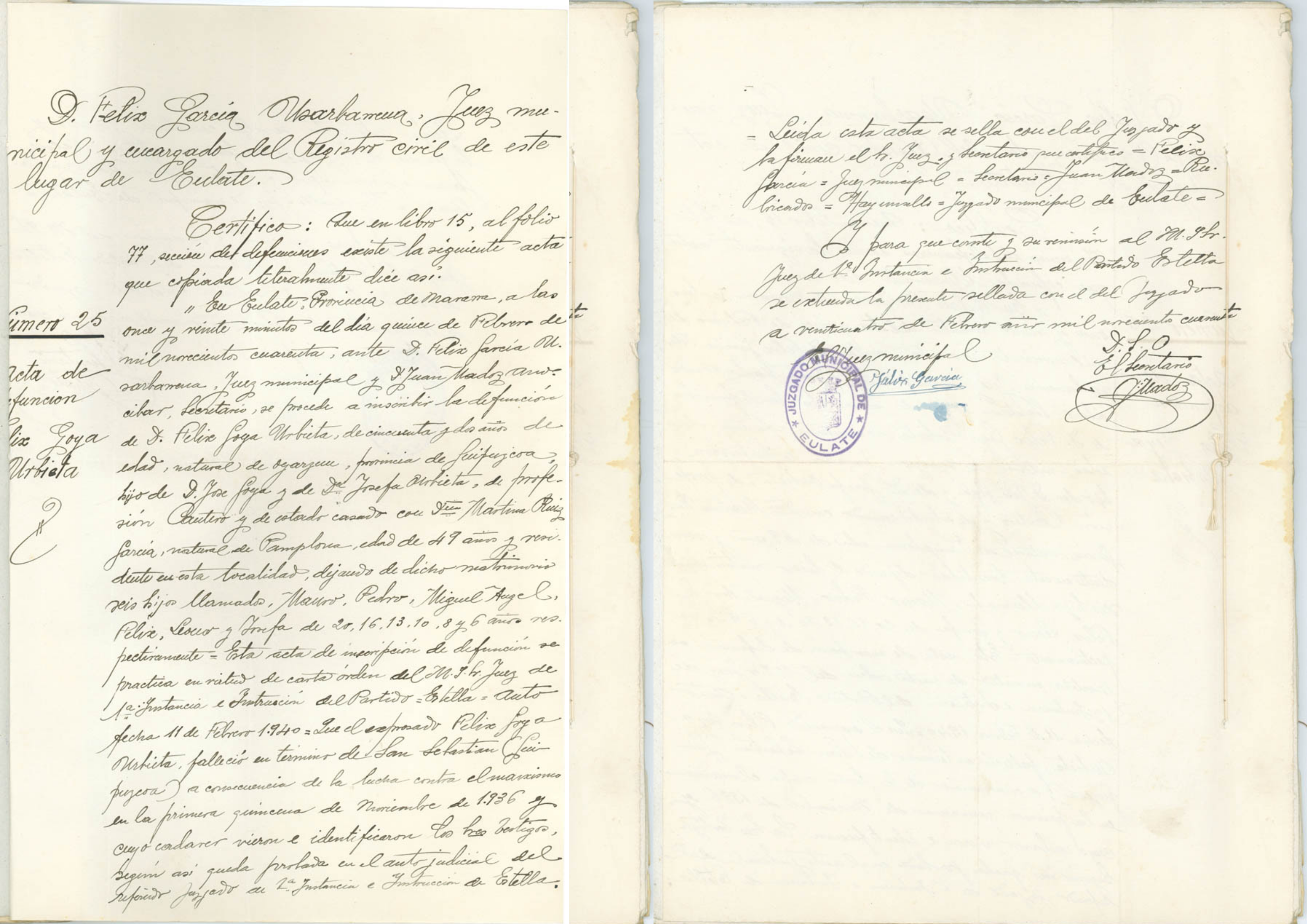
24-02-1940 Registro de defunción de Félix Goya, realizado por el juez municipal de Eulate

### Muerte de Martina Ruiz de Galarreta
Martina Ruiz de Galarreta mostró los primeros síntomas de Alzheimer a principios de la década de 1960, y falleció el 24 de febrero de 1972 en Eulate.

## Mauro Goya obligado a alistarse en el ejército del lado de los golpistas

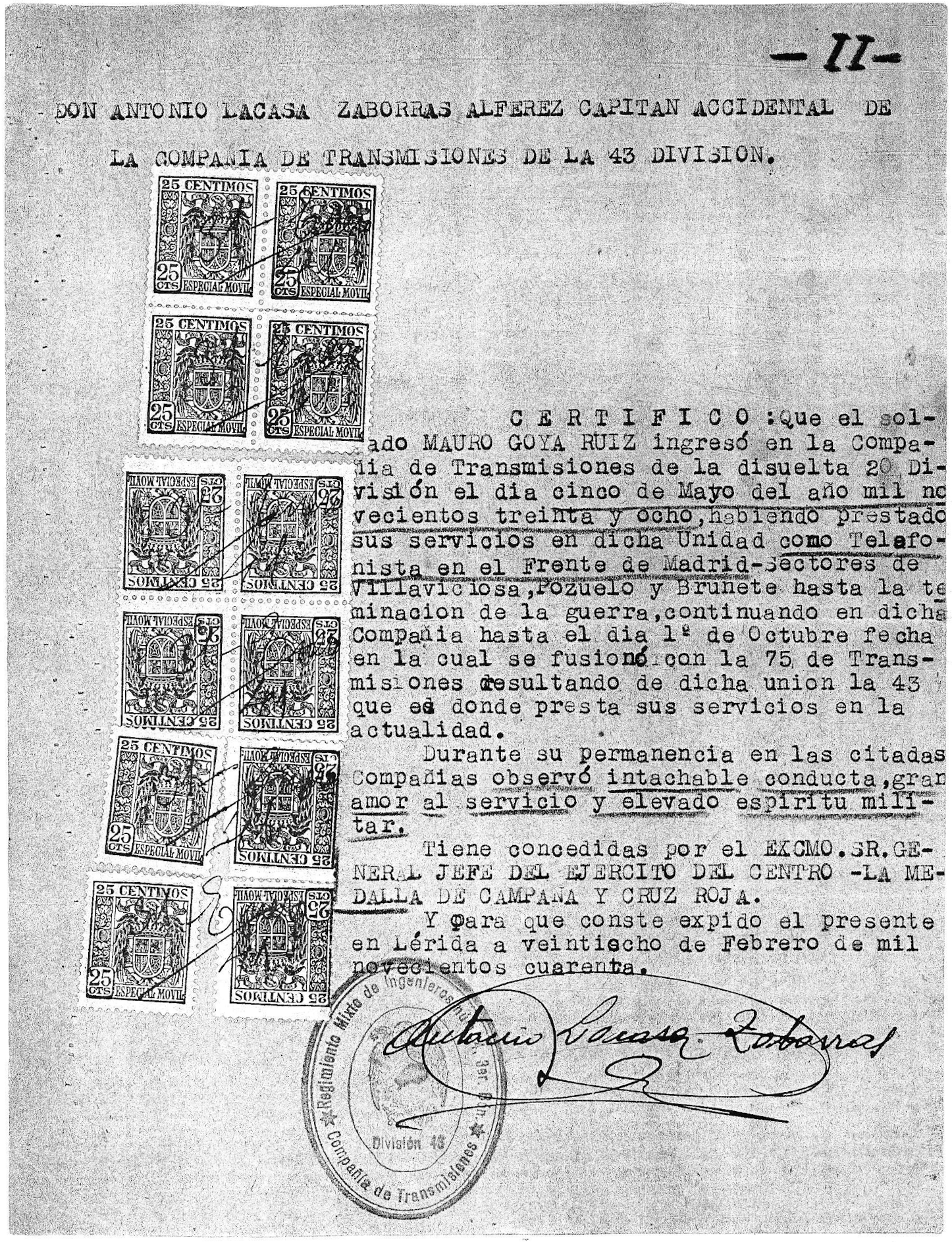
Certificado de ingreso en el ejército de Mauro Goya

En 1938, mientras su hijo mayor, Mauro Goya, de 18 años, vivía como criado en el caserío Urbaneta de Urnieta, su madre fue a visitarle. Le mostró el documento que le ordenaba movilizarse con el ejército rebelde al frente de guerra. Ambos acordaron que él no se presentaría voluntariamente y que Martina Ruiz de Galarreta declararía que no sabía dónde estaba su hijo.
Sin embargo, al cabo de un tiempo llegó la Guardia Civil a buscarlo y lo condujeron al cuartel. Cuando llegó, los reclutas que habían sido llamados a la guerra con él estaban armados y uniformados, y partieron hacia el frente del Ebro. La mayoría de ellos murieron en esa batalla. Mauro Goya contaba que la decisión que tomó junto con su madre le salvó la vida.
Consta en el Fondo de Documentación de Memoria Histórica de Navarra que Mauro Goya fue sometido a una inscripción voluntaria “forzosa”. Fue destinado a transmisiones. Tendían cables y preparaban teléfonos en las zonas que los militares pretendían tomar en los ataques posteriores, para poder comunicarse con el puesto de mando. Realizaban la operación en parejas y a menudo recibieron disparos del otro bando. En un momento dado, el compañero que estaba con él recibió un disparo en la cabeza y murió.
Valiéndose de su papel de operador telefónico en la centralita, podía anticipar situaciones peligrosas, lo que en algunos casos le ayudó a evitar participar en ataques. Para ello, simulaba tener enfermedades contagiosas rascándose las axilas y frotándoselas con ajo, para que lo llevaran a la enfermería.
Mauro Goya contaba con tristeza lo que tuvo que hacer para sobrevivir "al lado de quienes destrozaron su familia y asesinaron a su padre".

## Las gestiones de Manuel Irujo por averiguar dónde fue enterrado

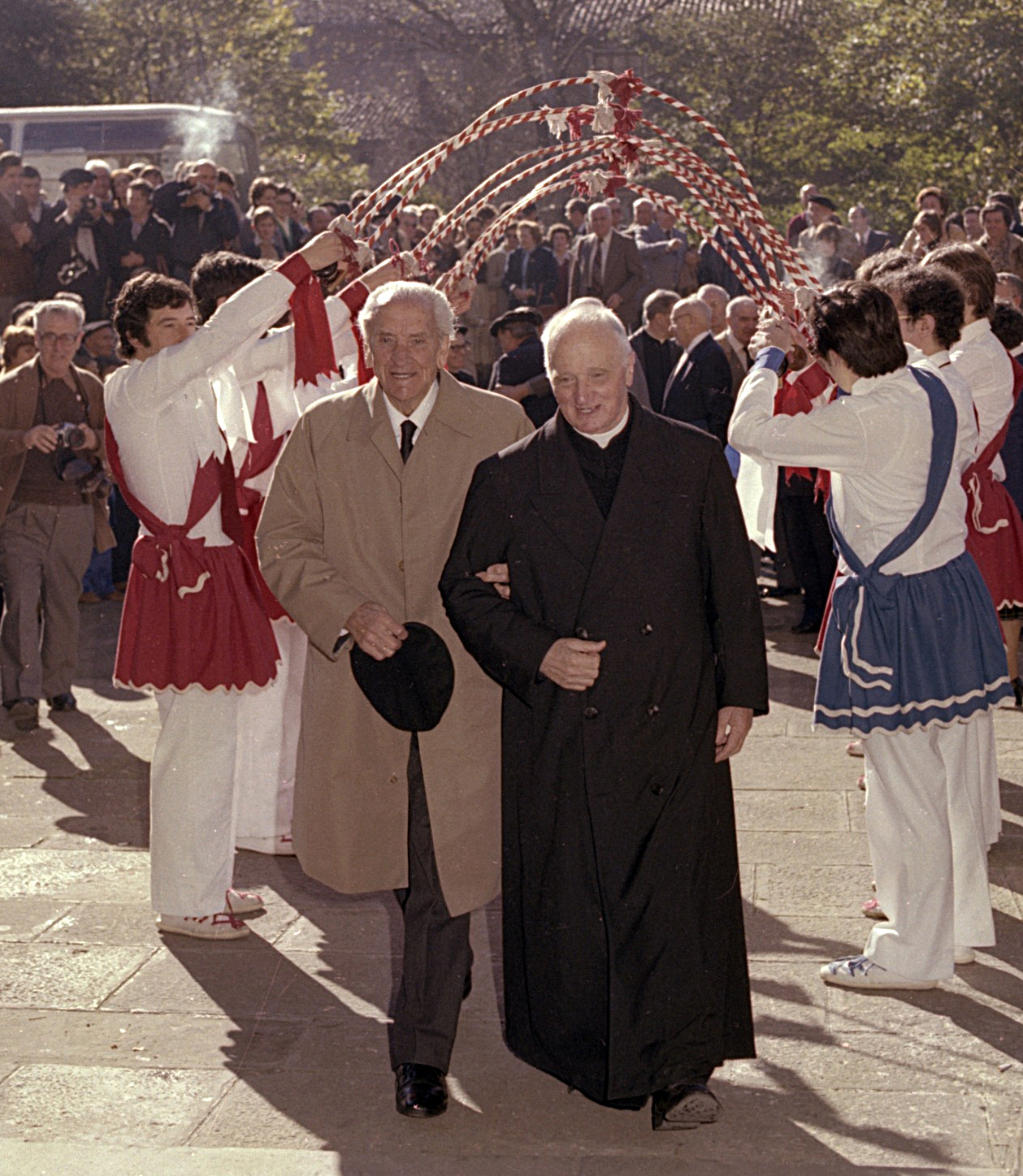
Manuel Irujo (izquierda) y Manuel Lekuona, durante el homenaje José Miguel Barandiaran en 1979

Leonor Goya se fue a París a trabajar. Mientras vivía allí, en 1964, se puso en contacto con el líder jeltzale exiliado Manuel Irujo, y le pidió que le ayudara a averiguar dónde podría estar enterrado su padre, si era posible.
El 25 de junio de 1965, Manuel Irujo envió una carta a un hombre llamado Txomin. Le informó sobre lo ocurrido a Félix Goya, especificando que fue fusilado en Tolosa entre el 20 y el 26 de octubre de 1936, y le explicó que su hija Leonor quería saber dónde está enterrado su padre. Le pidió que se pusiera en contacto con un sacerdote que pudiera ayudar a aclarar el asunto, pero no tuvo éxito.
A continuación, el 6 de diciembre de 1965, escribió a Joaquín Navascues, explicándole lo que había sucedido a Félix Goya con más detalles que en su carta anterior. Le contó que el asesinato probablemente tuvo lugar el día 9 de noviembre, en Tolosa o sus alrededores. Por eso le pidió que se pusiera en contacto con el rector local, "porque él seguramente sabrá dónde pueden estar enterrados los fusilados" y "porque no será esta primera demanda que haya llegado a él de tal naturaleza". Añadió que Leonor representaba a toda la familia, y que Martina Ruiz de Galarreta había perdido la memoria como consecuencia de los hechos.

## Reconocimiento y memoria

### HomenajeOroimenari zorde Oyarzun

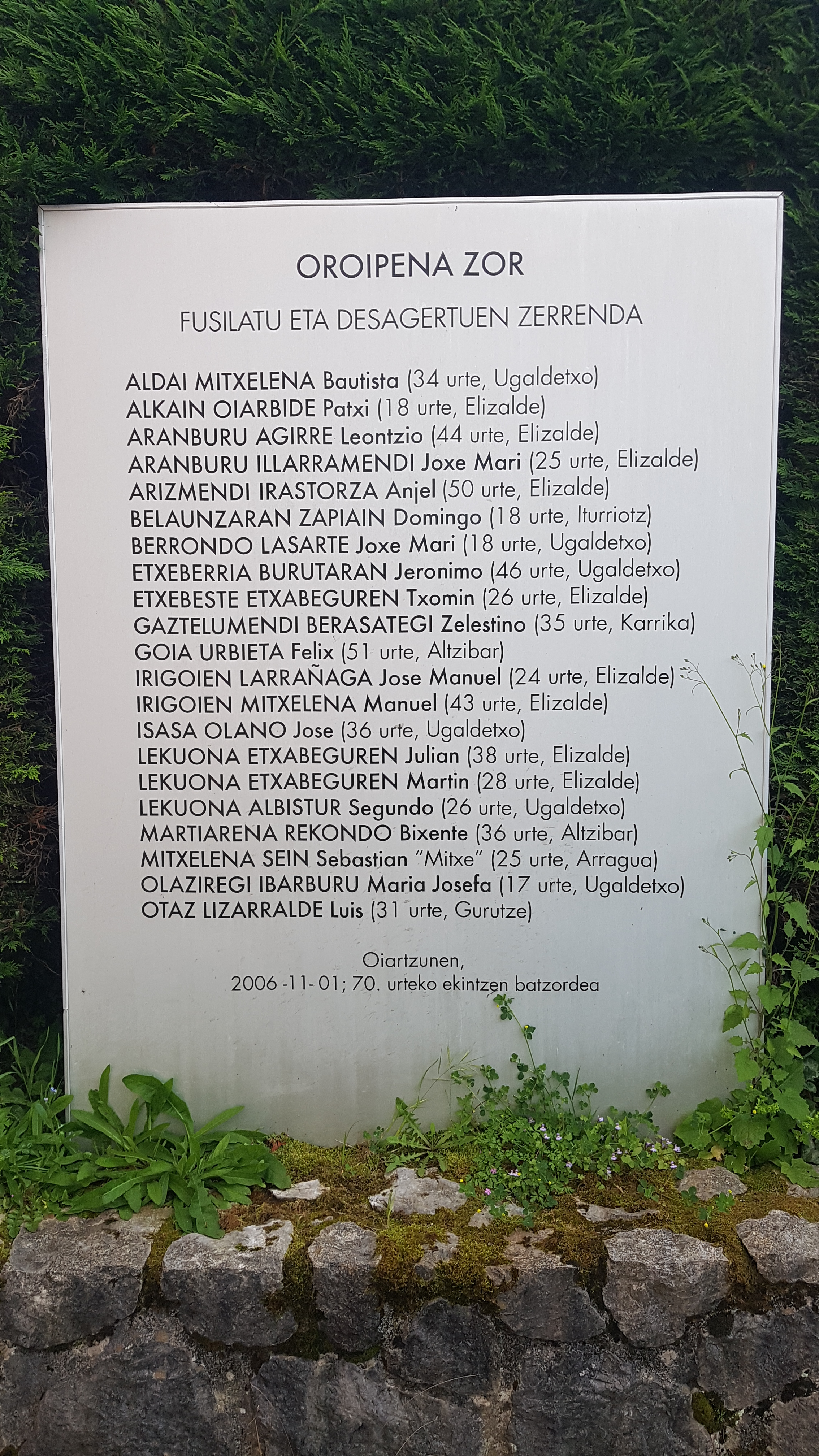
Monumento Oroimenari zor - Listado de fusilados y desaparecidos en Oyarzun

El 1 de noviembre de 2006 se rindió homenaje a 21 vecinos de Oyarzun fusilados y hechos desaparecer durante la guerra de 1936, entre ellos Félix Goya Urbieta. Se colocó un monumento con sus nombres y edades, junto a la escultura creada en 1977 por el arquitecto Luis Peña Gantxegi en honor a los gudaris fallecidos en la guerra. El acto contó con una nutrida asistencia: familiares de los ejecutados, miembros de los partidos que integraban el ayuntamiento de Oyarzun, miembros de Abertzaleon Oihartzuna y Aralar, así como decenas de ciudadanos. La comisión de eventos del 70.º aniversario y el Ayuntamiento de Oyarzun denominaron al homenaje Oroimenari zor ("Debido a la memoria" en vasco).
El alcalde Martín Beramendi leyó en nombre del Ayuntamiento la declaración institucional aprobada en el pleno de la semana anterior: “Queremos pagar el dolor y el sufrimiento de las víctimas de represalias. Aunque sea tarde, queremos reconocer su dignidad”. A continuación, Andoni Lekuona tomó la palabra, en nombre de los familiares: "Existimos porque aquellos que fueron fusilados durante la guerra existieron; como eran ellos, somos nosotros. Y somos vascos. Es justo rendirles homenaje públicamente, no podemos dejar que se olvide su carácter y su identidad". A continuación intervino Boni Urkizu, vicario de Oyarzun: "La Iglesia no ha actuado con claridad en este asunto y, sobre todo, quiero pedir perdón en mi propio nombre por los errores cometidos por la Iglesia y los sacerdotes de Oyarzun" y rezó por los 21 vecinos de Oyarzun fusilados. El acto finalizó con el canto de Agur jaunak y se repartieron folletos entre los asistentes informando sobre los fusilados y desaparecidos durante la guerra de 1936.

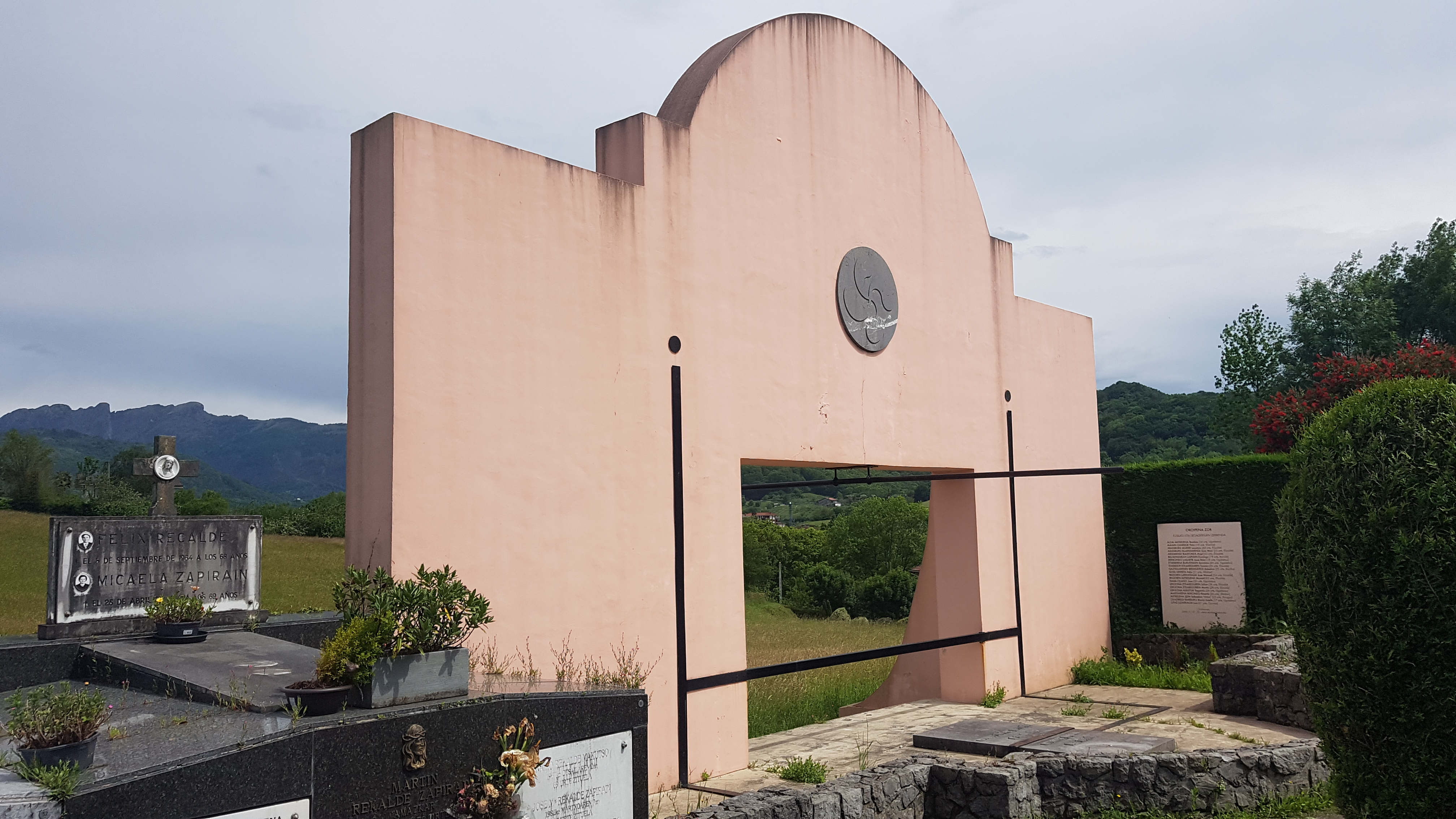
Monumento Oroipena zor
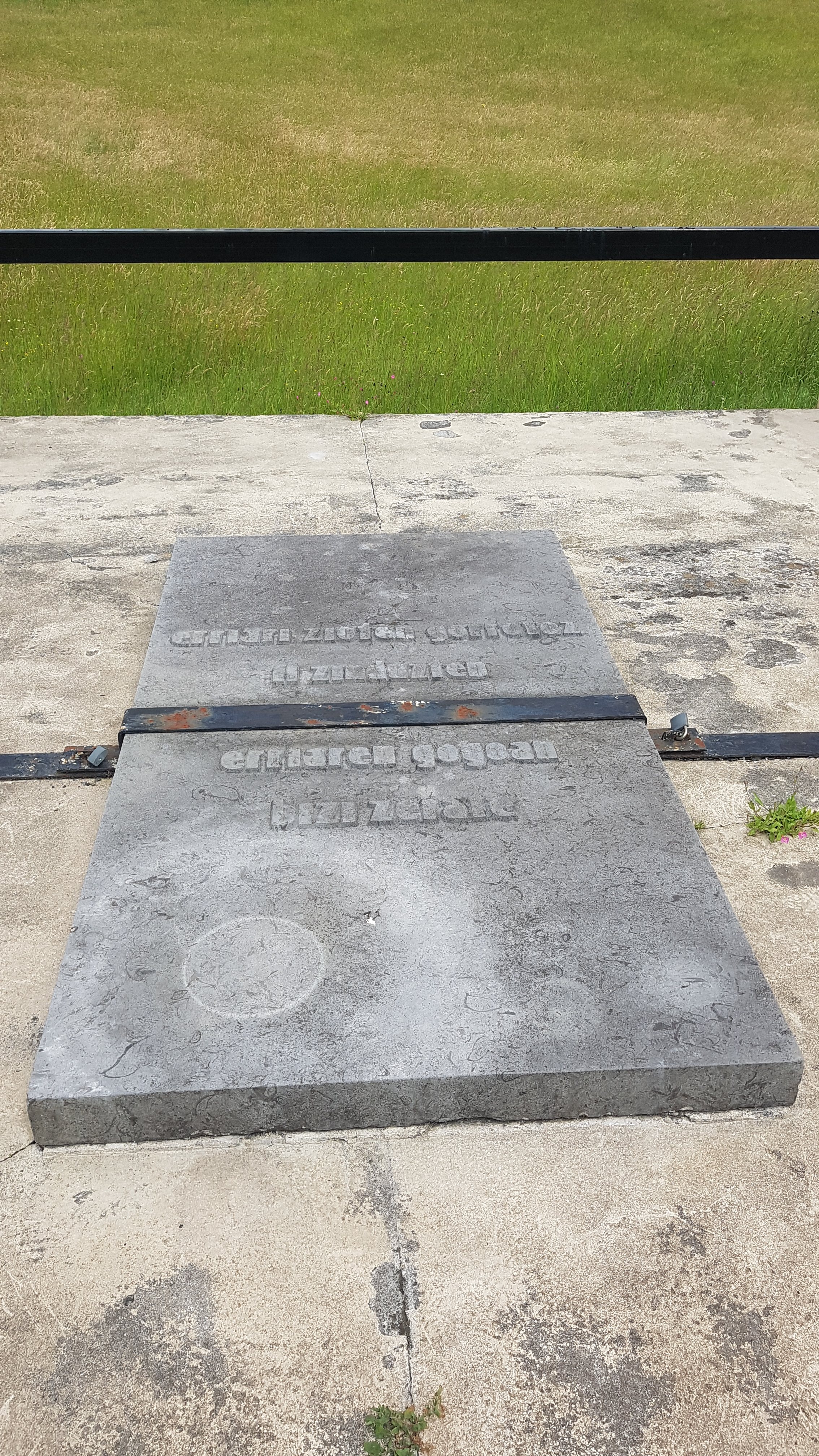
Placa
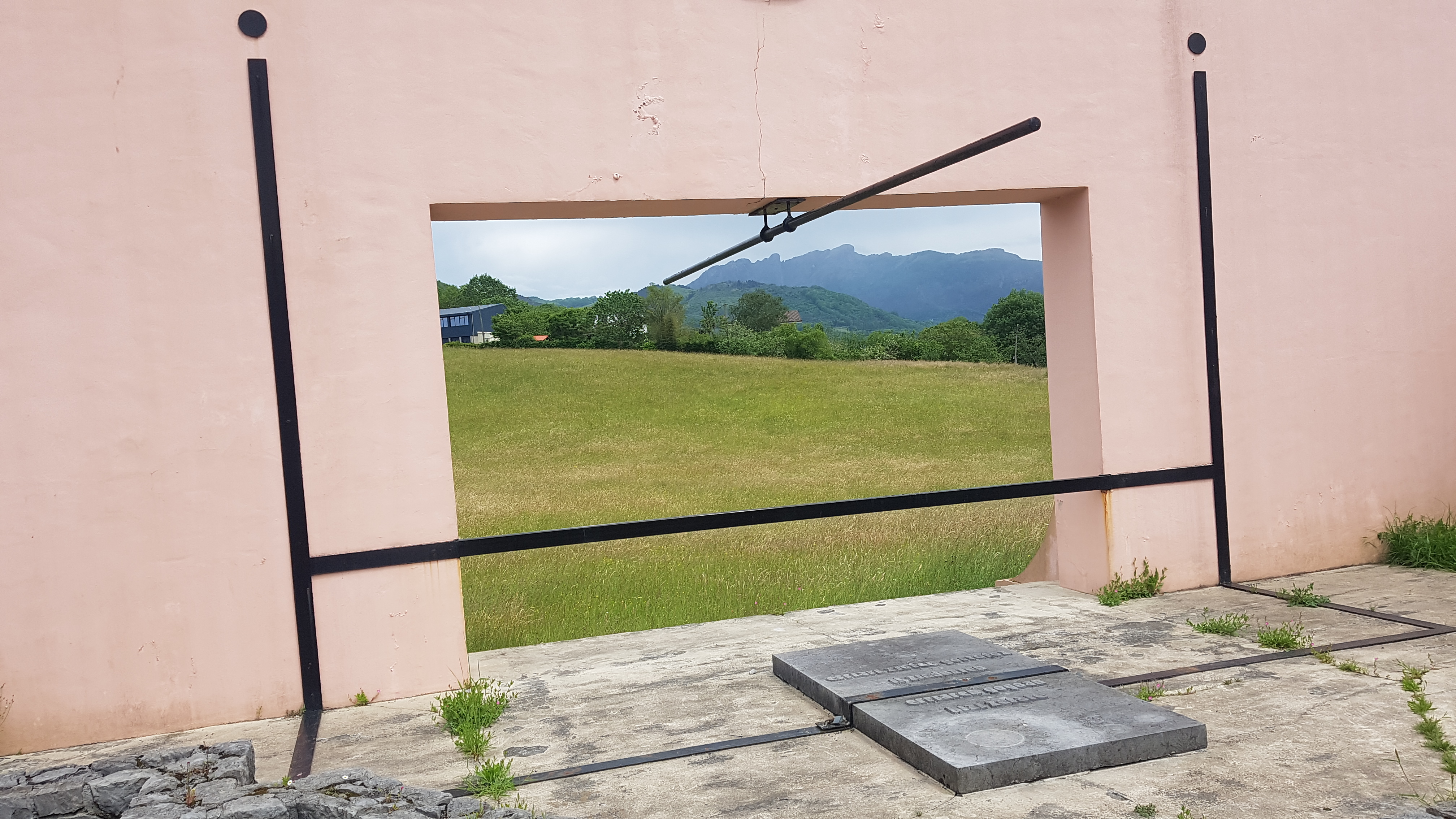
Las Peñas de Aya detras de la apertura del frontispicio

### Moción del Ayuntamiento de Oyarzun

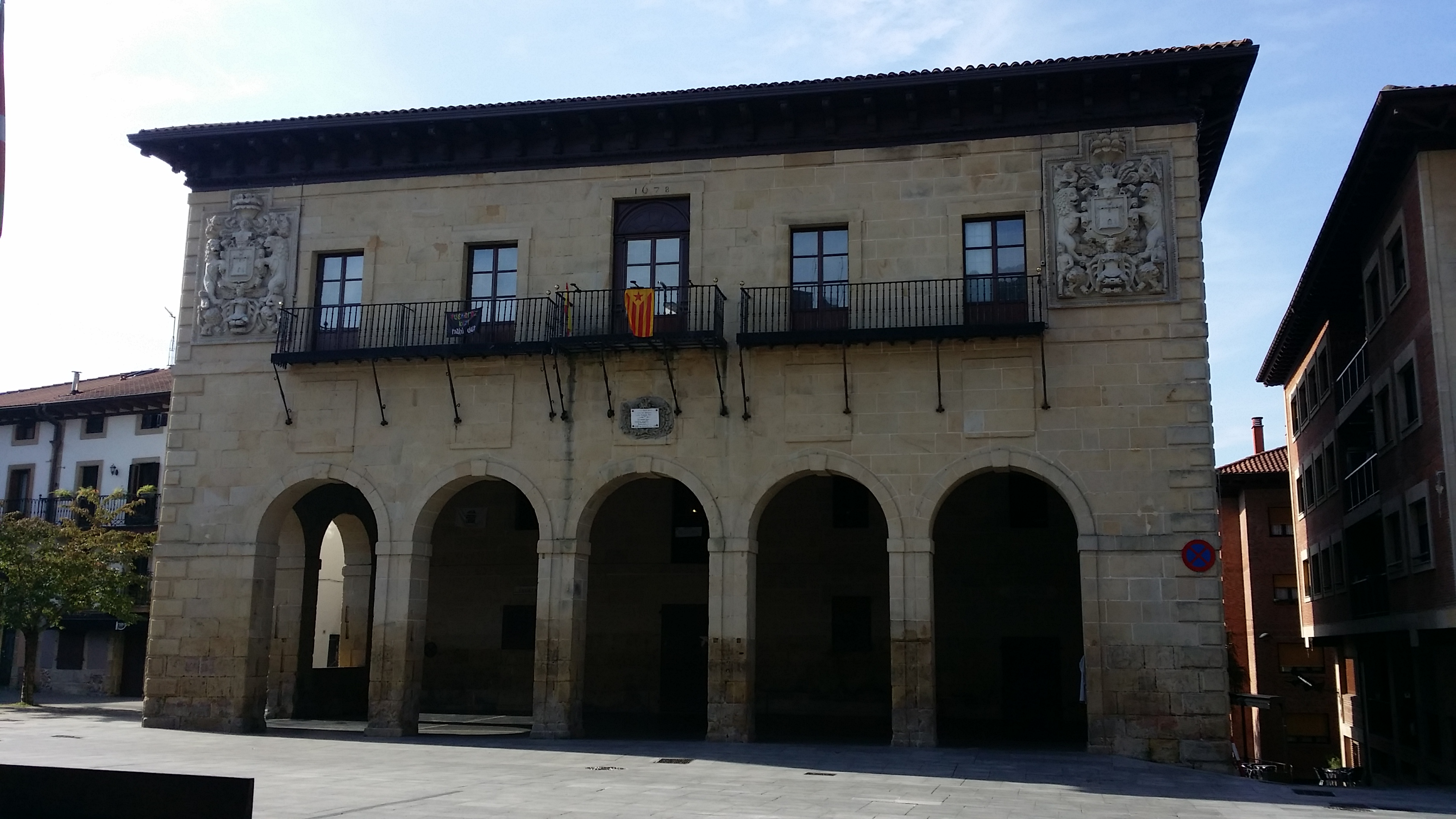
Ayuntamiento de Oyarzun

El 20 de enero de 2009 el grupo Kattin-txiki presentó una moción en el Ayuntamiento de Oyartzun, recordando las terribles condiciones que sufrieron miles de vecinos como consecuencia del levantamiento fascista, especialmente los fusilados y desaparecidos, entre ellos Félix Goia. Llamaron a los vecinos de Oyarzun, especialmente a los que vivieron el levantamiento, a comunicar al Ayuntamiento cualquier información que tuviesen sobre los desaparecidos. El Ayuntamiento de Oyarzun remitió al Departamento de Justicia del Gobierno Vasco la lista de desaparecidos y pidió que investigase qué ocurrió con estas personas.

### Homenaje familiar en Eulate

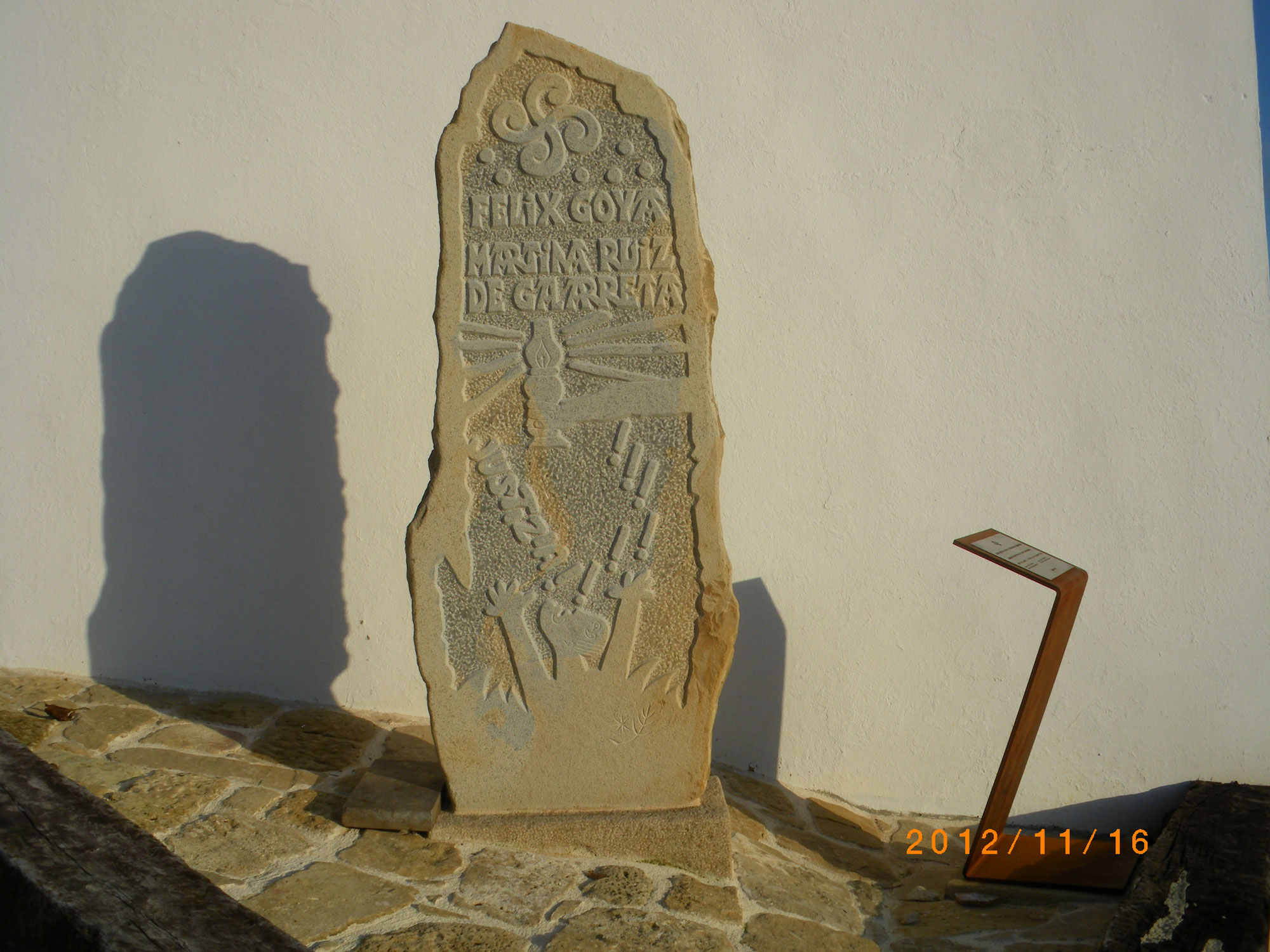
Monolito en homenaje a Félix Goya y Martina Ruiz de Galarreta en Eulate

El 23 de octubre de 2011, la familia rindió homenaje público a Félix Goia y Martina Ruiz de Galarreta en Eulate, junto a la casa que construyeron, en el 75.º aniversario de la desaparición de Félix Goia. Se reunieron unas 100 personas, entre familiares y amigos. Sus descendientes, los jóvenes de la familia Goya, les homenajearon con música de txistu, txalaparta y danzas, y Andoni Lekuona de Oyarzun cantó versos. En un terreno público junto a la casa se colocó un monumento tallado por el cantero Peio Iraizoz con permiso del Ayuntamiento de Eulate, para que lo ocurrido no quedara en el olvido.

“Mi abuelo fue asesinado y hecho desaparecer, y ninguno de nuestros familiares, ni su esposa Martina, ni sus hijos, ni nadie más, pudimos ofrecerle un acto de despedida y hacerle un duelo. Necesitábamos un lugar físico para poner un ramillete de flores"
Luken Goia, nieto de Félix Goya

El homenaje también incluyó a la familia Zatarain Andoáin. Tras ser detenido Félix Goya en Irura en 1936 y conducido a la prisión de Tolosa, Martina Ruiz de Galarreta y sus seis hijos fueron acogidos y alimentados por los Zatarain durante dos semanas en el caserío Txitibar de Andoáin. Con ello corrieron un gran riesgo, pues los frentes de batalla de la guerra estaban situados muy cerca: en Belkoain y Burunza, y una acusación como "ser colaborador de los republicanos" era suficiente para enfrentarse a la prisión o la muerte. La familia publicó el libro “Somos porque fueron, porque somos serán”, que relata lo sucedido a Félix Goia y Martina Ruiz de Galarreta.

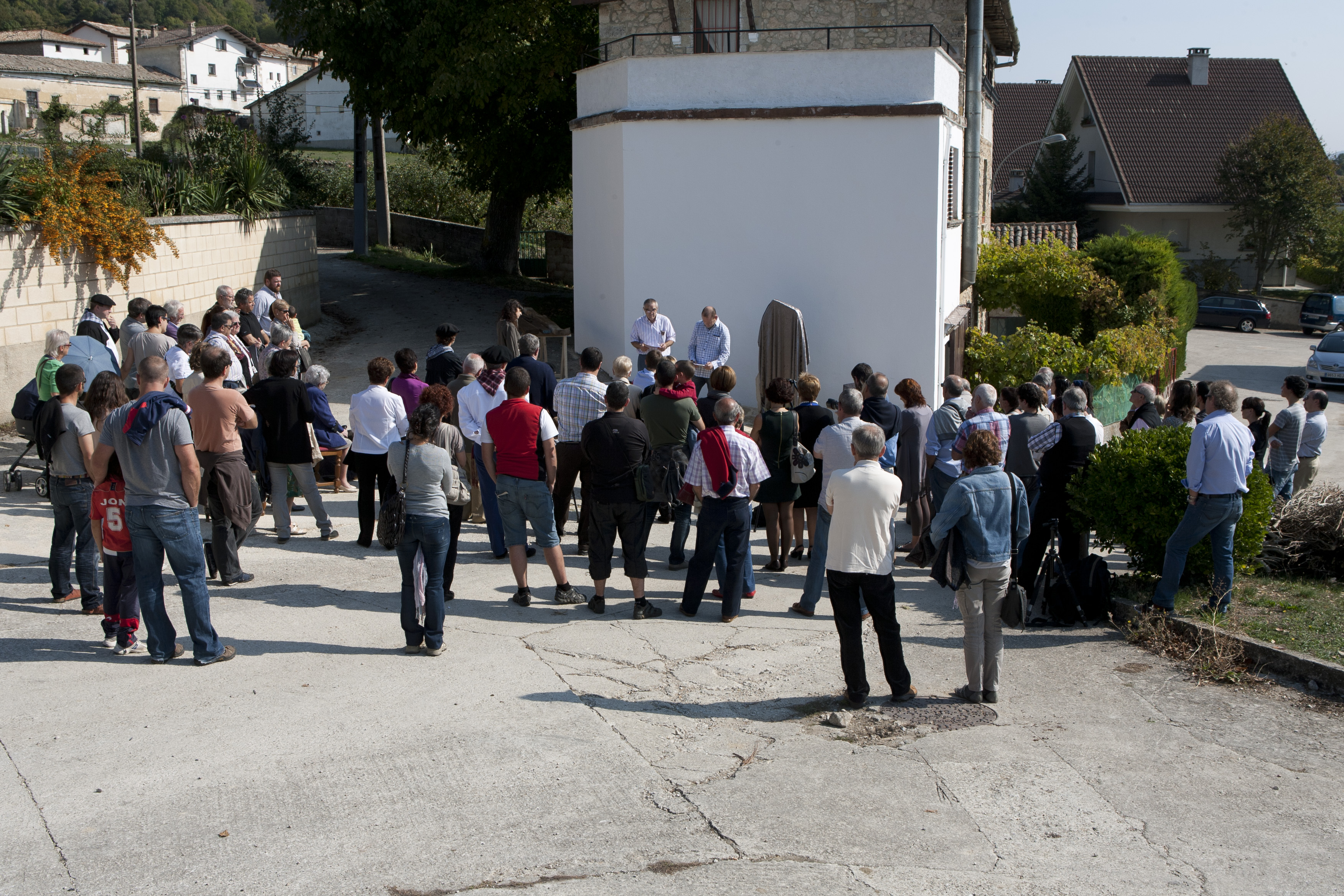
Discurso y presentación del memorial
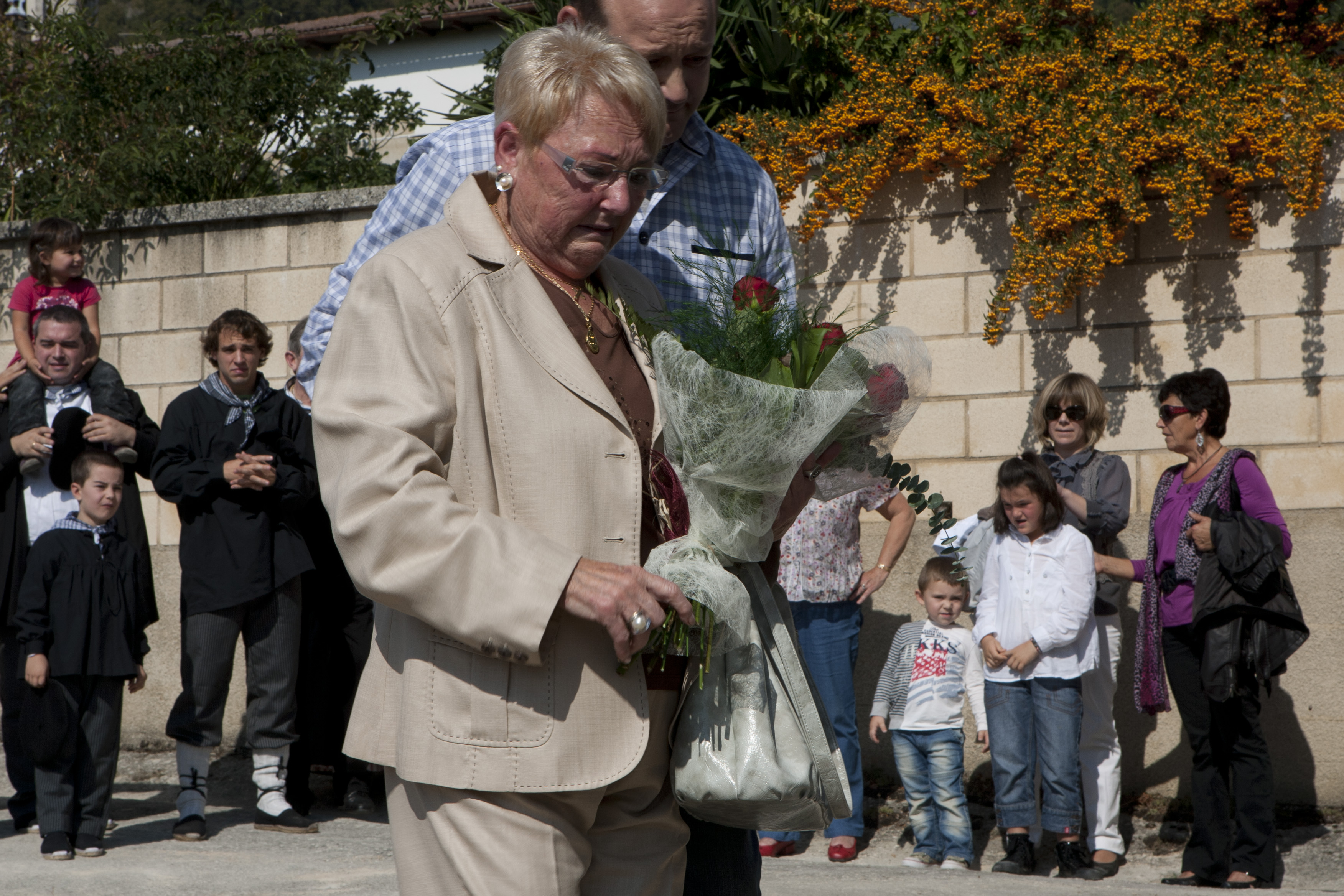
Ofrenda de flores
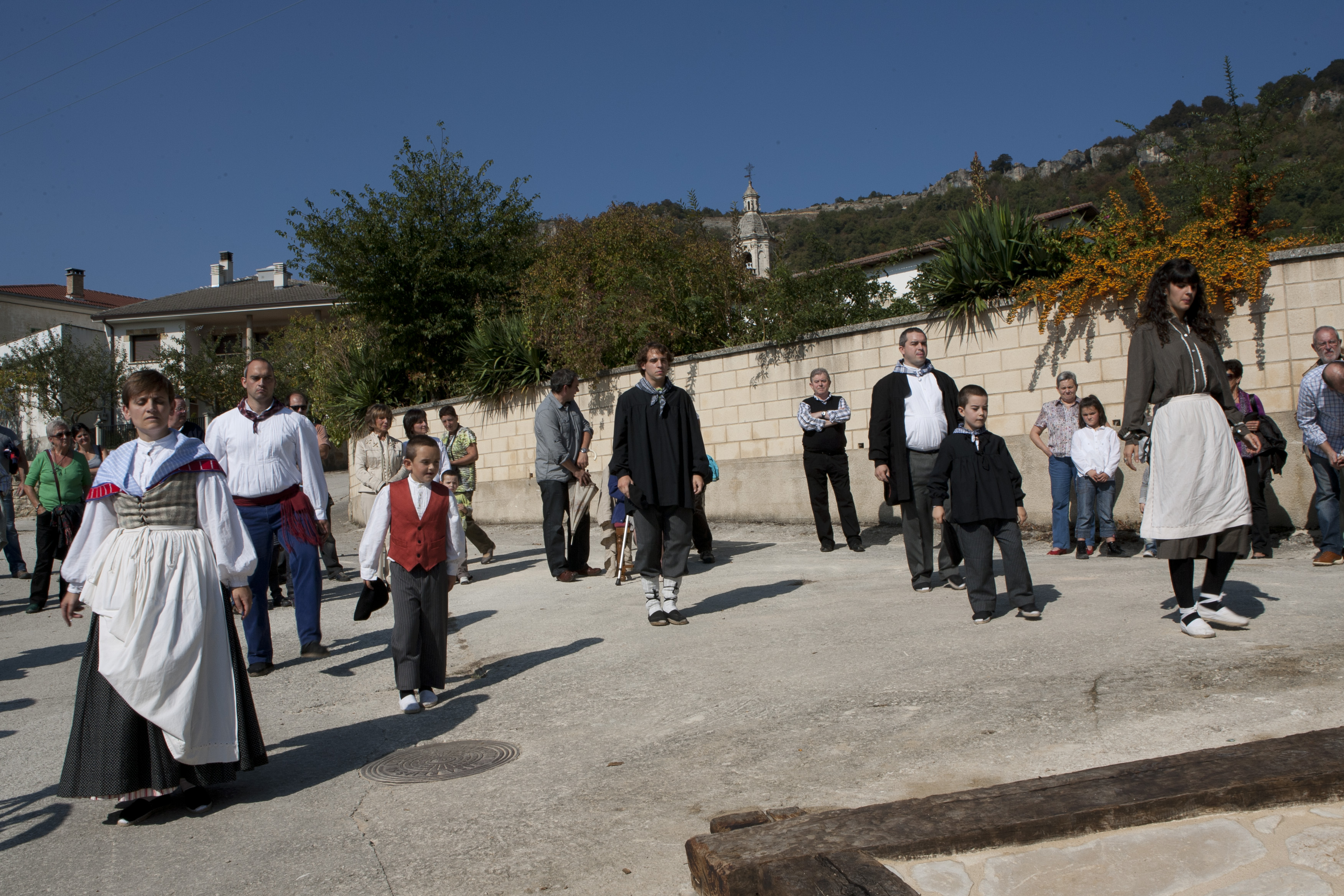
Baile del aurresku
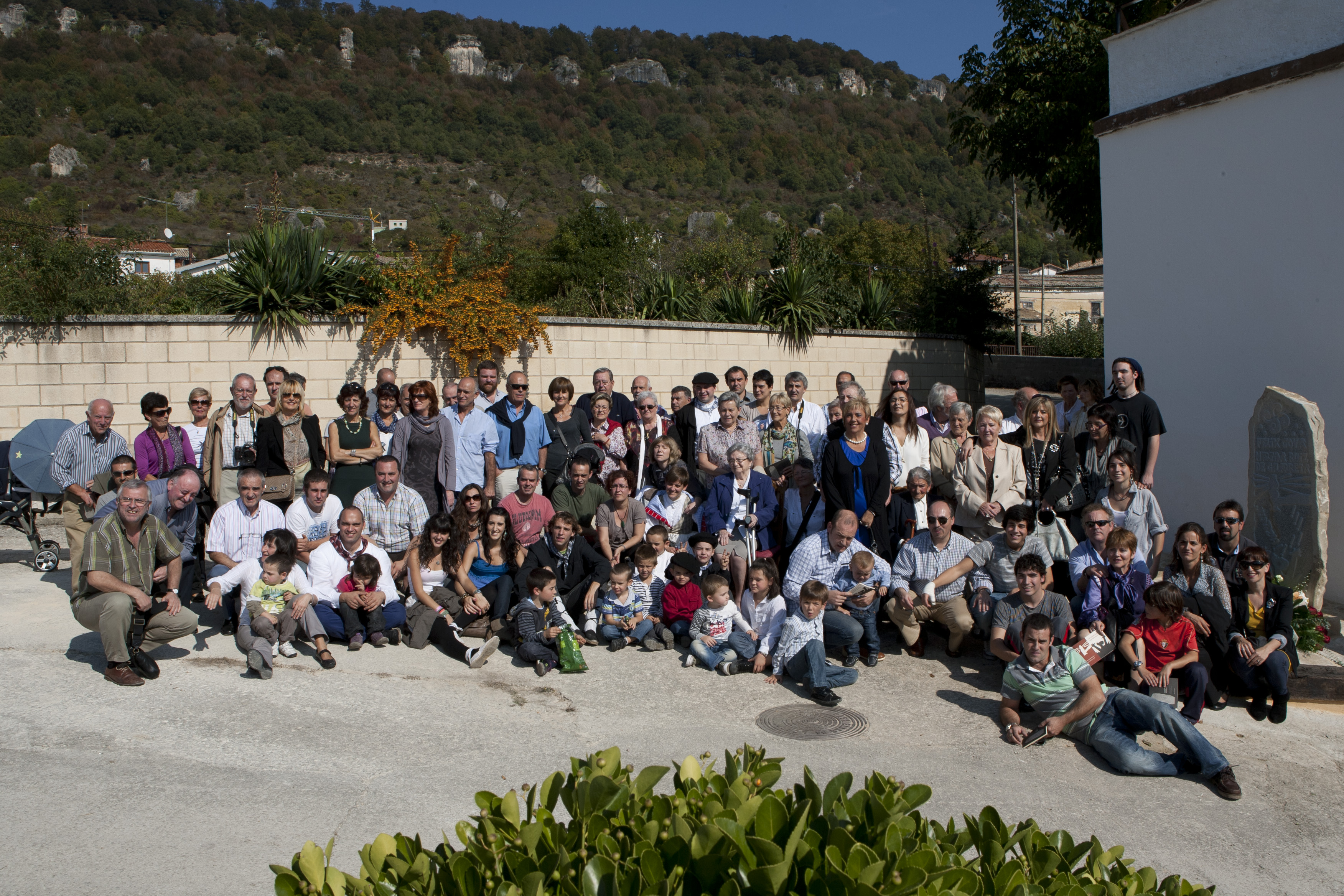
Foto de grupo

### Homenaje de los municipios del Valle de Améscoa

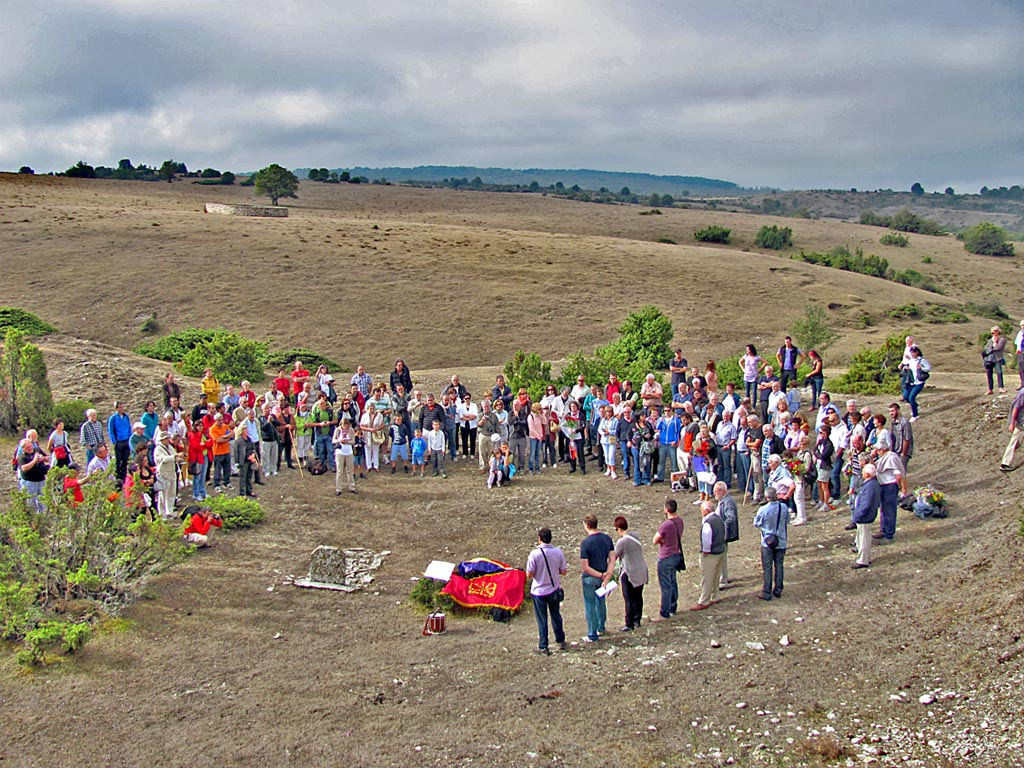
Homenaje a los amescoanos asesinados en la sima de Urbasa

El 22 de septiembre de 2012, cuatro ayuntamientos del Valle de Améscoa (Améscoa Baja, Aranarache, Eulate y Larraona) rindieron homenaje a las personas asesinadas y represaliadas en el valle tras el golpe militar de 1936.
El homenaje se inició cerca de la sima de Urbasa donde fueron arrojados Balbino Bados García, Balbino García de Albizu Usarbarrena y Gregorio García Larrambere. El alcalde de Eulate, Iñaki Ruiz de Larramendi, habló en nombre de los cuatro municipios: "sus cuerpos permanecen aquí, en lo más profundo de la sima, demostrando que quisieron borrar su memoria además de quitarles la vida". En homenaje a los asesinados, Izaskun Andueza interpretó al txistu el Gernika de Pablo Sorozábal.
A continuación, Diego Urra, alcalde de Améscoa Baja, tomó la palabra en representación de los cuatro ayuntamientos, pidiendo que no se repitan "el terror y el silencio vergonzoso". Anunció que el relato de lo ocurrido sería recogido en el siguiente volumen de la colección Conociendo el pasado amescoano. Después, tomó la palabra el historiador Balbino García de Albizu, coordinador de la mencionada colección, y nieto de uno de los asesinados, quien destacó que “ninguno de los verdugos ha sido juzgado, ni ha sido encarcelado, ninguno ha expresado arrepentimiento, ni ha pedido perdón”. El acto en la sima empezó con una ofrenda de flores a cargo de la alcaldesa de Larraona, Flor Gaviria, y finalizó con el Himno de Riego interpretado por Carlos Urriza y Pablo Arrastia.
El homenaje continuó a la noche en el ayuntamiento de Eulate. Allí, el alcalde de Aranarache, Alfonso Ulibarri, leyó la moción aprobada por los ayuntamientos. También se repartieron dos memoriales en honor a las víctimas que serían colocados en los ayuntamientos de Eulate y Améscoa Baja: uno tallado en piedra por Javier Olaizola, y otro realizado en madera por Bittor Axpe.

### Esquela-llamamiento especial
El 15 de noviembre de 2016, con motivo del 80.º aniversario de su desaparición, la familia publicó una esquela-llamamiento especial en Berria, en Gara, y en las ediciones navarra y guipuzcoana del Grupo Noticias. La petición no se publicó en El Diario Vasco, porque no fue aceptada ni en la sección de esquelas, ni como anuncio, según denunció un nieto de Félix Goia, que realizó el trámite.
Además de hacer público el caso de Félix Goya y hacer llegar el mensaje a las personas que pudieran aportar alguna información, quisieron denunciar que después de 80 años, las instituciones públicas todavía no habían asumido su responsabilidad.

“Se cumplen 80 años de su desaparición y todavía no hay administración, ni institución pública, ni gobierno que haya dado a la familia ninguna información que pueda ayudarla a encontrarle."
Luken Goia, nieto de Félix Goya

### DiscoMintzan ahoz gora. Oroiteria
El libreto del disco “Mintzan ahoz gora. Oroiteria” ("Habla en voz alta. Memorial") editado por Berria en 2017 incluía la esquela-llamamiento publicada en el periódico en lengua vasca el 15 de noviembre de 2016. El álbum incluye trece canciones en euskera de la guerra civil española, cantadas a capela, así como el poema Oroimenaren fruitu ("Fruto de la memoria") de Harkaitz Cano.